# Capitel

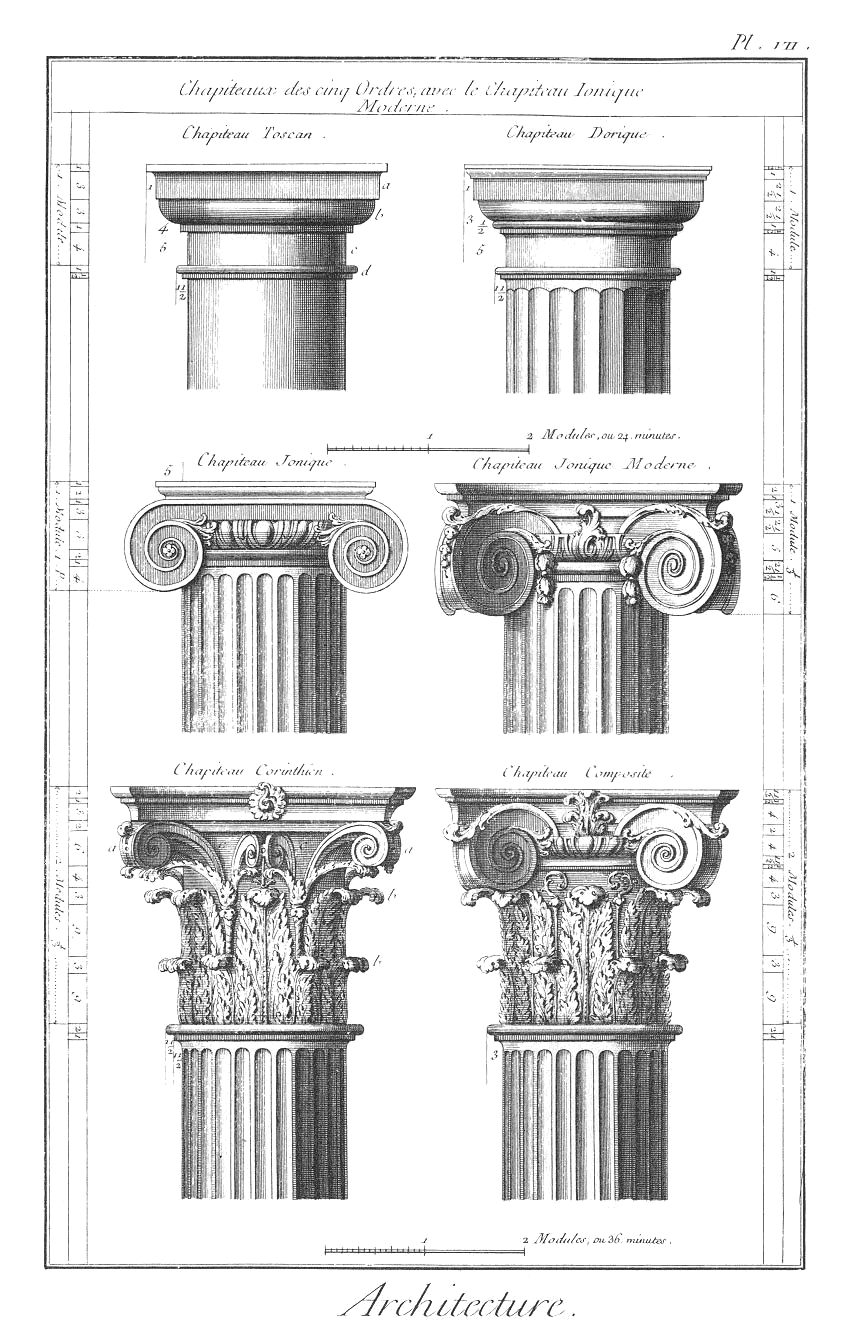
Capitéis de diferentes ordens arquitetônicas

Na arquitetura, o capitel (do latim caput, ou "cabeça") constitui o membro superior de uma coluna (ou pilastra). Ele faz a mediação entre a coluna e a carga que é empurrada para baixo sobre ela, ampliando a área da superfície de suporte da coluna. O capitel, projetando-se de cada lado à medida que sobe para sustentar o ábaco, junta-se ao ábaco geralmente quadrado e ao eixo geralmente circular da coluna. O capitel pode ser convexo, como na ordem dórica; côncavo, como no sino invertido da ordem coríntia; ou rolando para fora, como na ordem iônica. Estes formam os três tipos principais nos quais todas as capiteis da tradição clássica se baseiam.
Pela posição altamente visível que ocupa em todos os edifícios monumentais com colunatas, o capitel é frequentemente selecionada para ornamentação; e geralmente é o indicador mais claro da ordem arquitetônica. O tratamento de seus detalhes pode ser uma indicação da data da construção.

## Antiguidade pré-clássica

### Egípcio
As duas primeiras capiteis egípcias de importância são aquelas baseadas nas plantas de lótus e papiro, respectivamente, e estas, com a capitel da palmeira, eram os principais tipos empregados pelos egípcios, até sob os Ptolomeus nos séculos III a I a.C., vários outros plantas fluviais também foram empregadas, e o capitel de lótus convencional passou por várias modificações.
Muitos motivos da ornamentação egípcia são simbólicos, como o escaravelho, ou besouro sagrado, o disco solar e o abutre. Outros motivos comuns incluem folhas de palmeira, a planta do papiro e os botões e flores do lótus.

Alguns dos tipos mais populares de capitéis eram o Hator, o lótus, o papiro e o composto egípcio. A maioria dos tipos é baseada em motivos vegetais. Os capitéis de algumas colunas foram pintados em cores brilhantes.

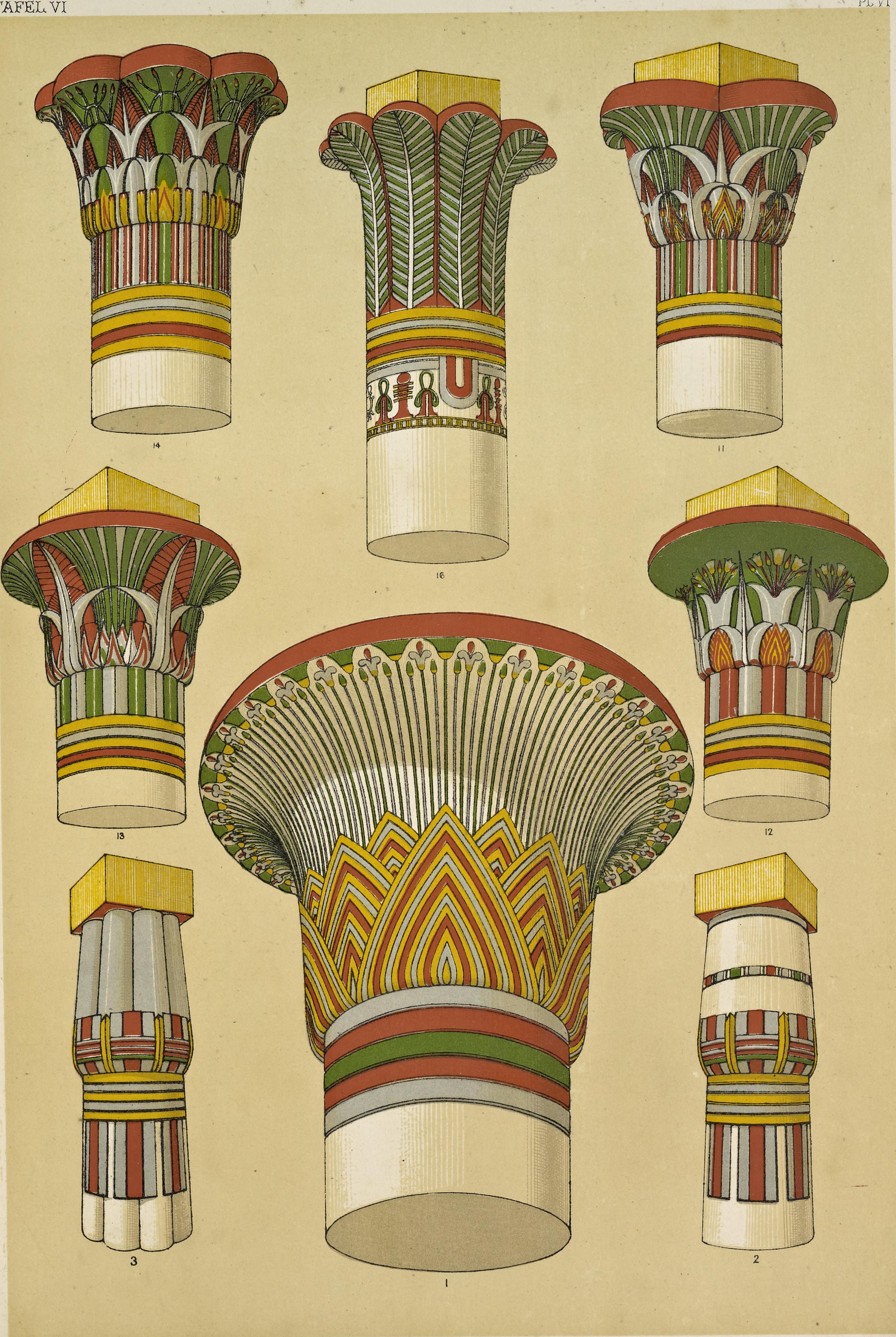
Ilustração de capitéis papiriformes, em The Grammar of Ornament , 1856
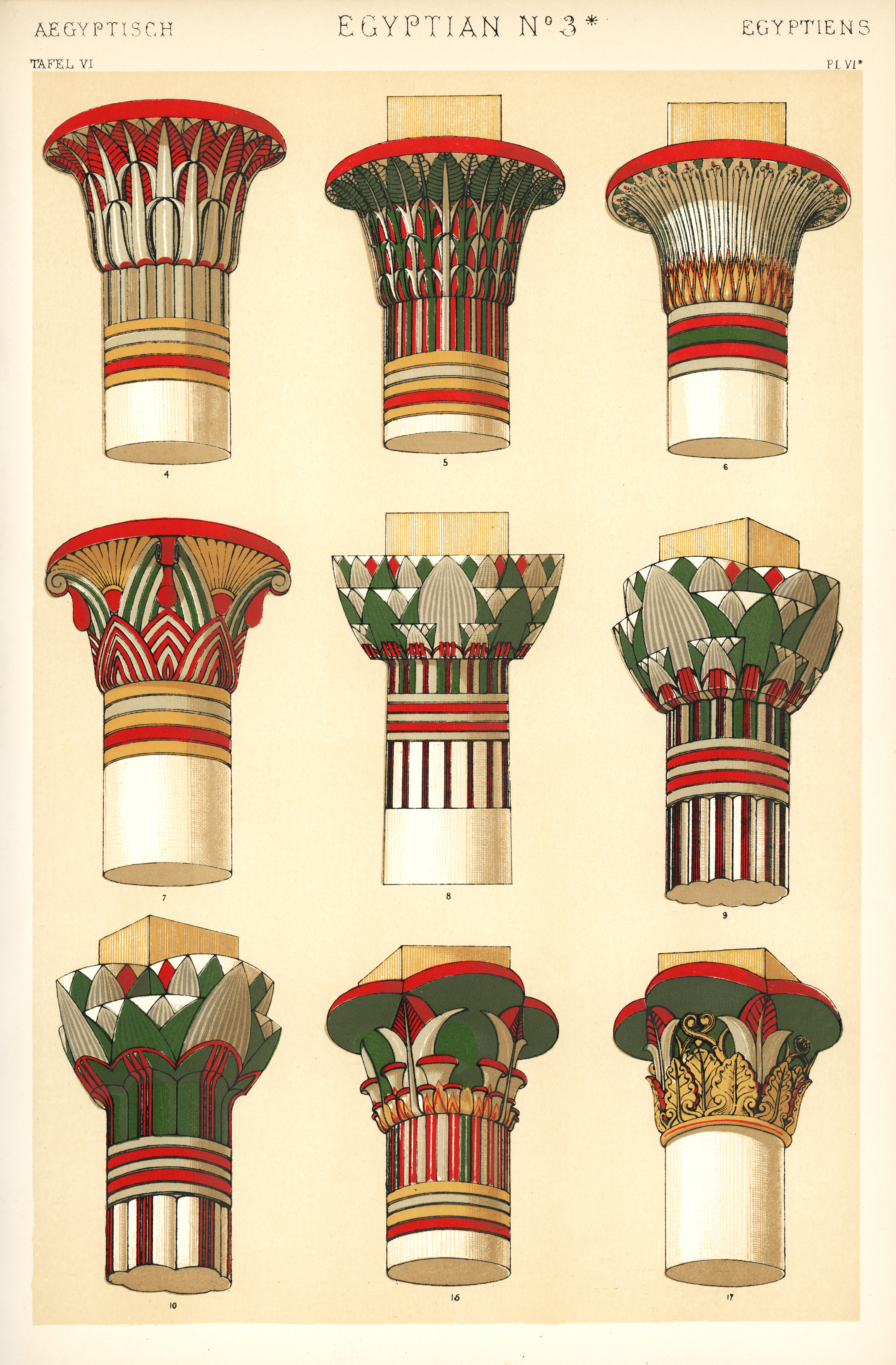
Nove tipos de maiúsculas, da Gramática do Ornamento
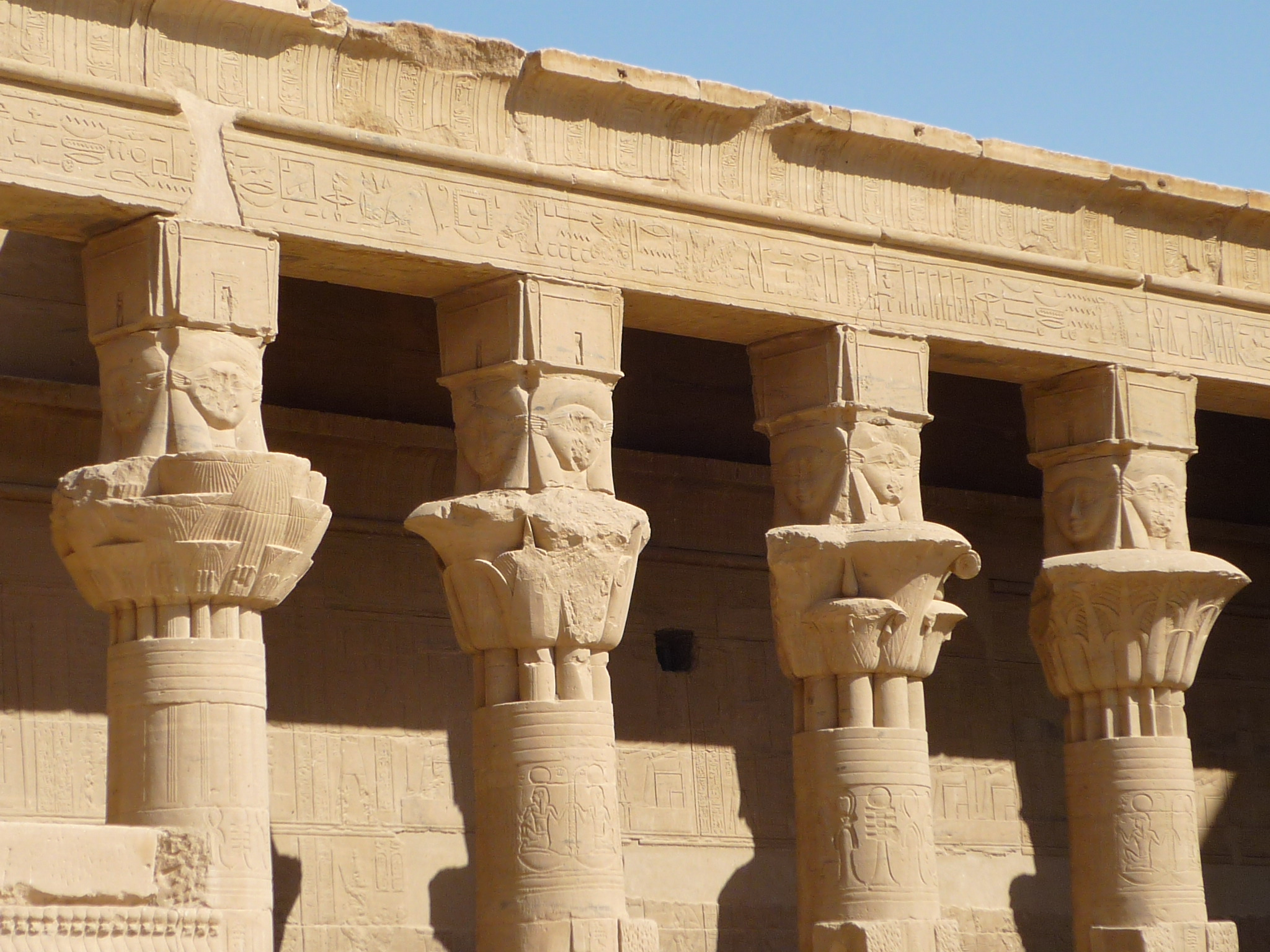
Colunas com capitéis Hatóricos, no Templo de Ísis da ilha de Filas
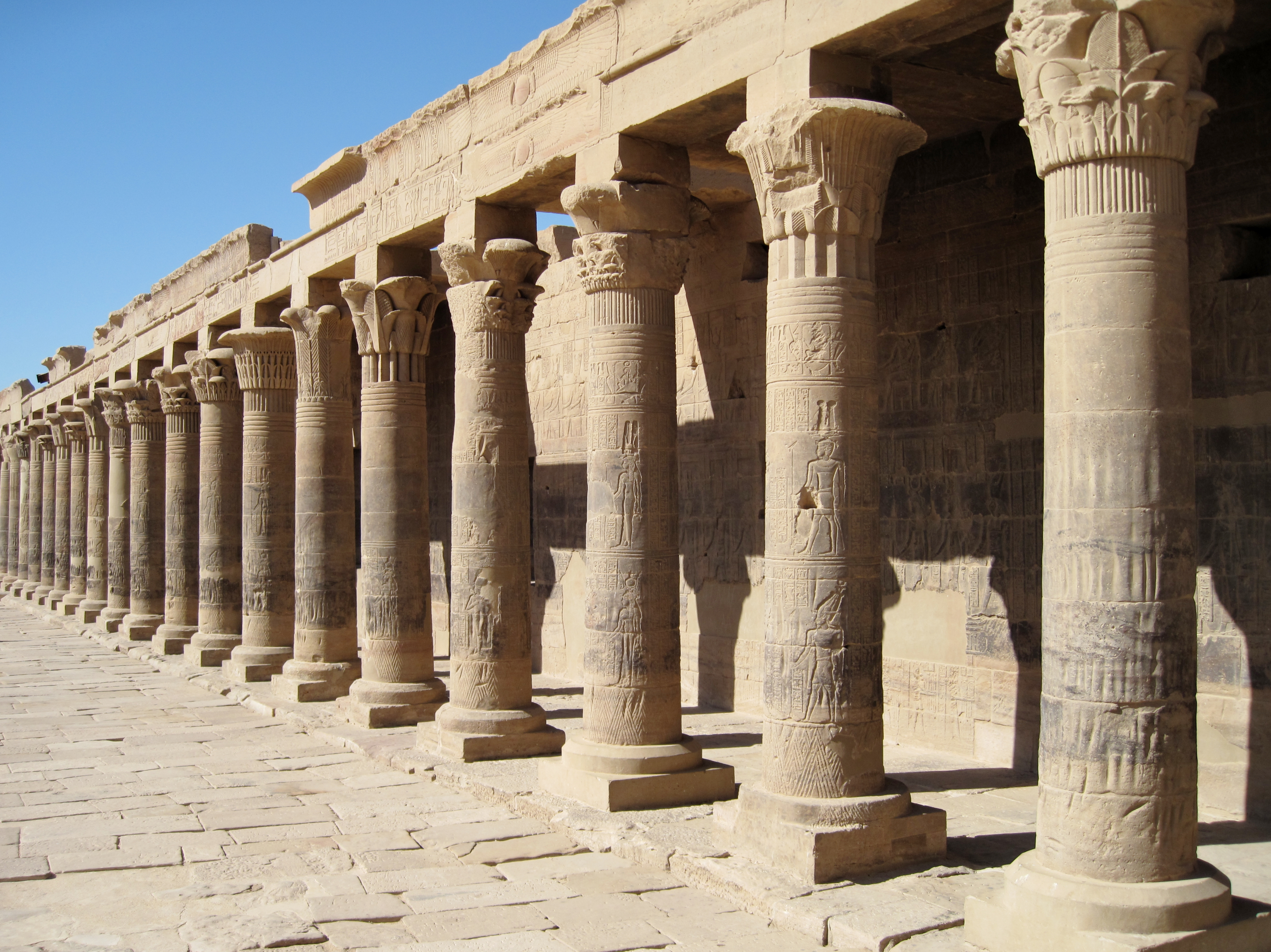
Colunas compostas egípcias de Filas
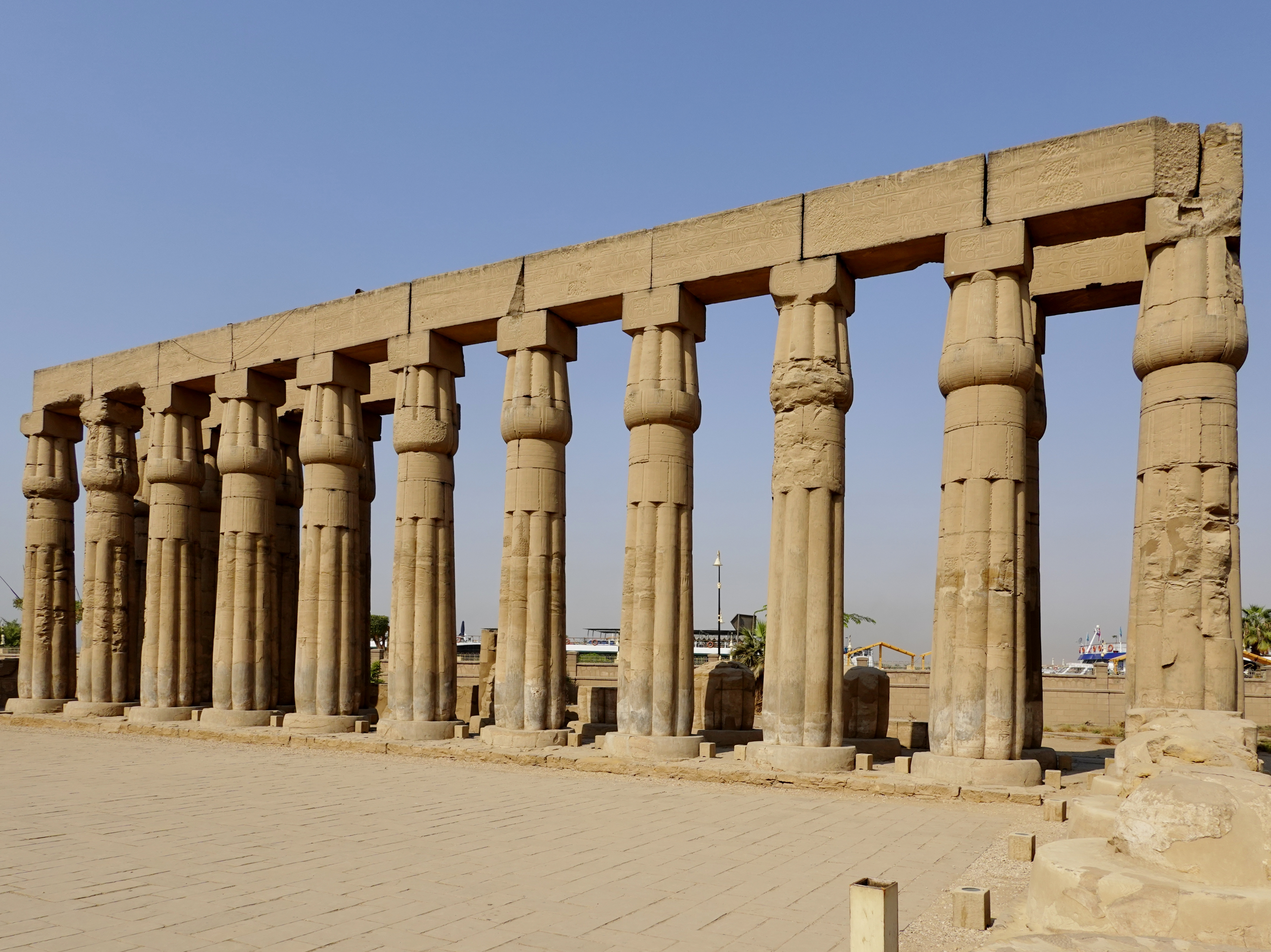
Colunas papiriformes no Templo de Luxor
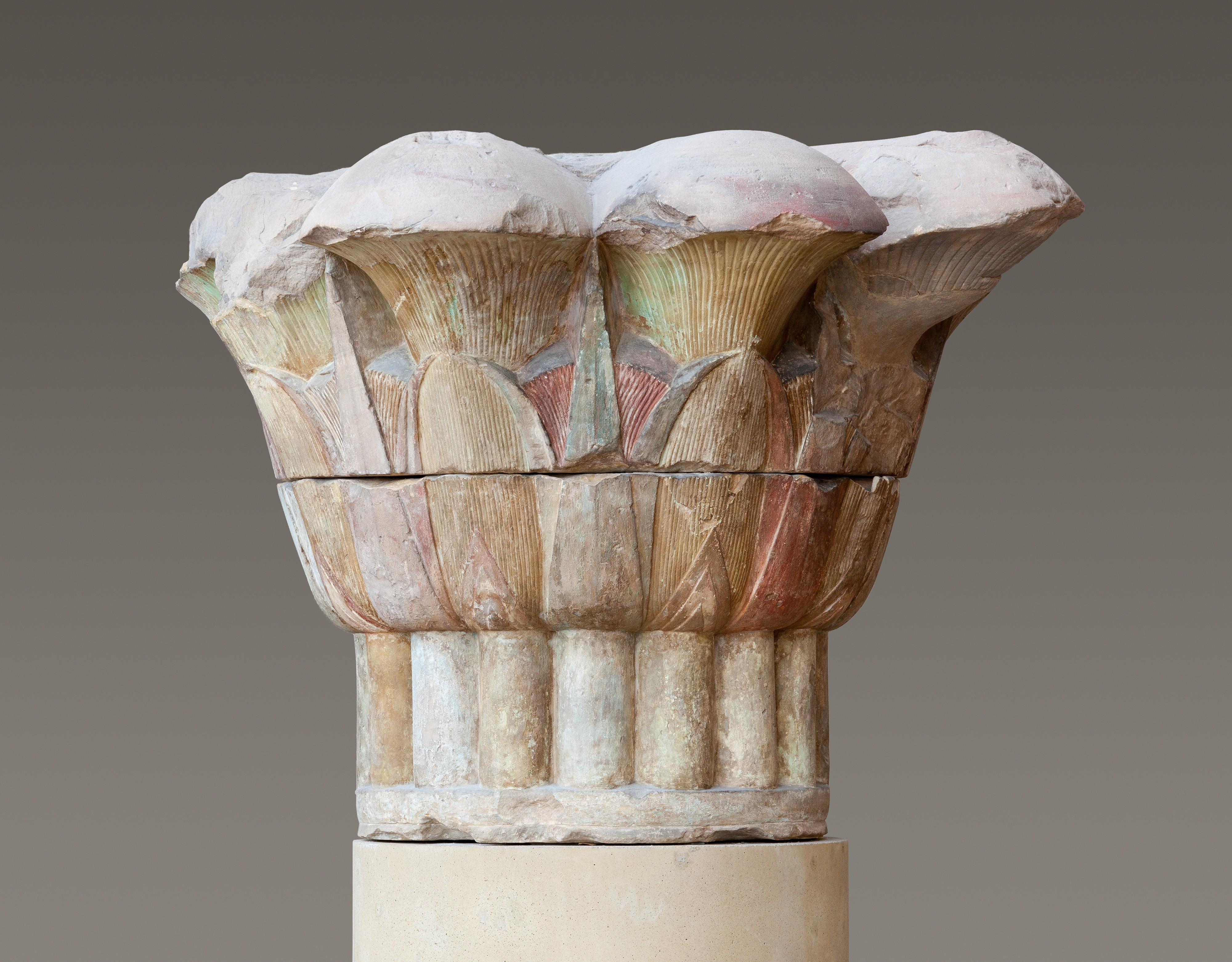
Capitel composto de papiro; 380-343 a.C.; arenito pintado ; altura: 126 cm (49,5 ⁄ 8 pol.); Museu Metropolitano de Arte (Nova Iorque)
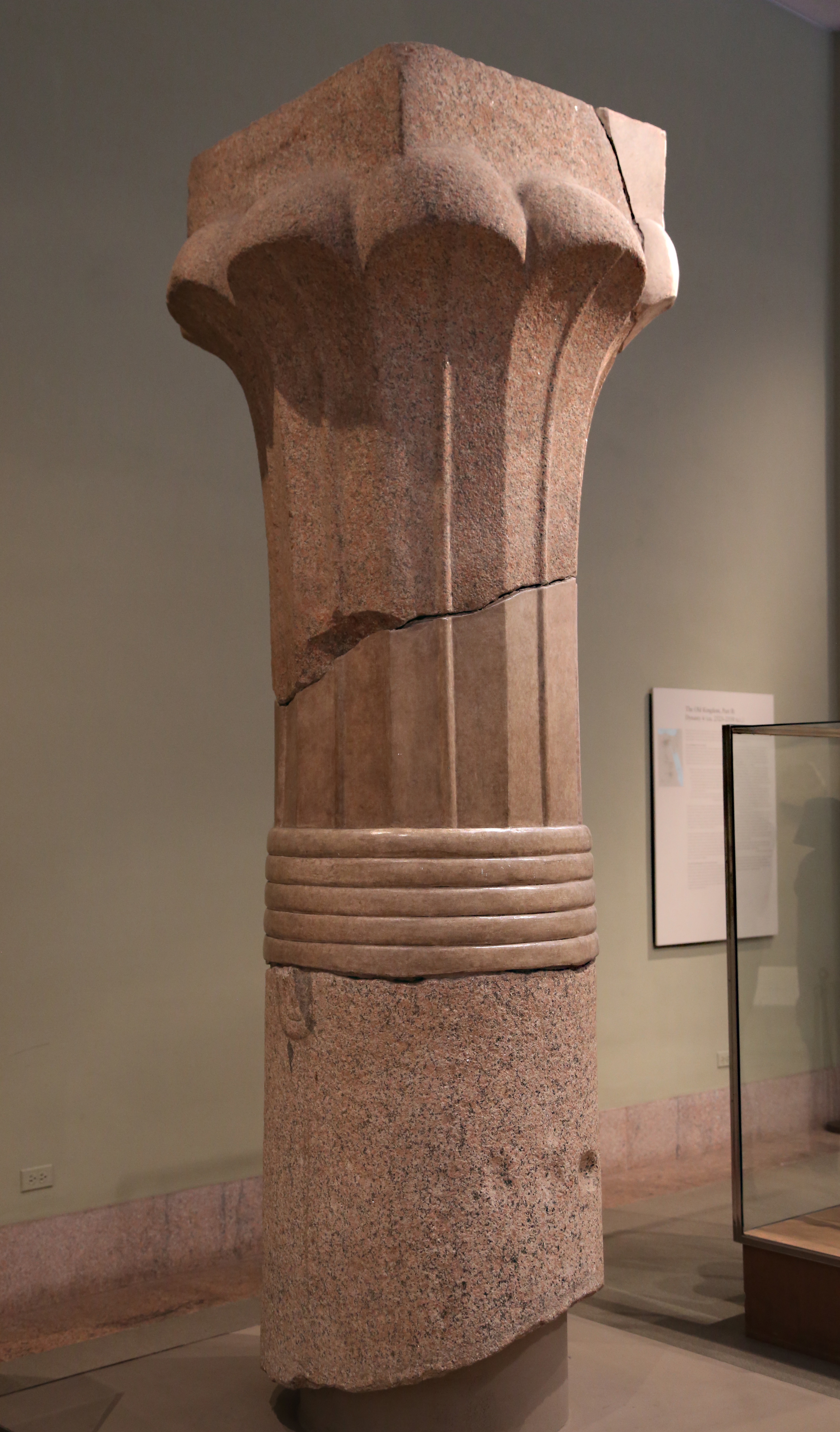
Fragmentos de uma coluna de palmeira; 2353-2 323 a.C.; granito; diâmetro abaixo das cordas do pescoço 80,85 cm (31,13 ⁄ 16 pol.); Museu Metropolitano de Arte
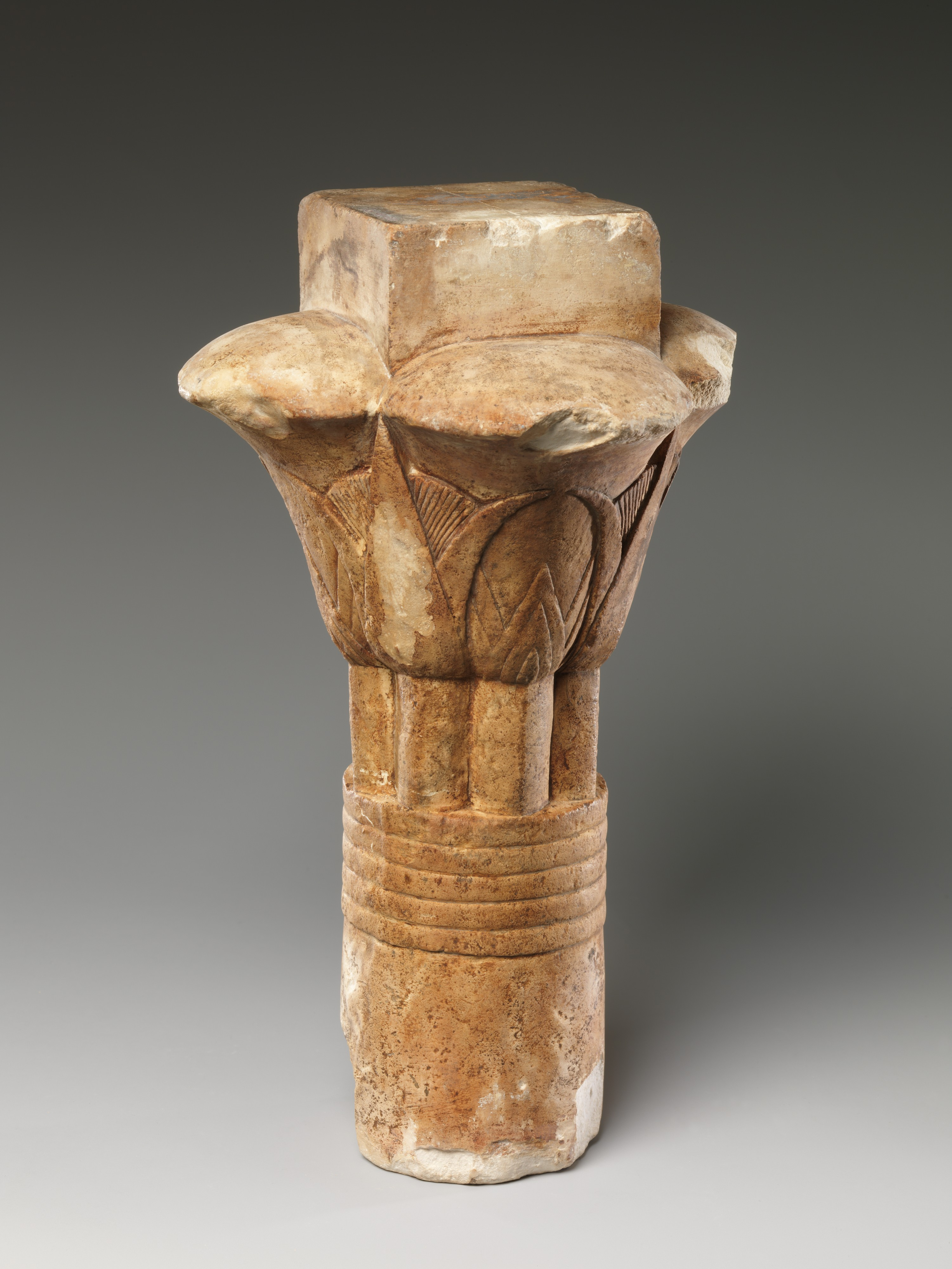
Modelo de capitel de palmeta de quatrefoil; 400-30 a.C.; calcário; altura: 23,9 cm (9,7 ⁄ 16 pol.); Museu Metropolitano de Arte

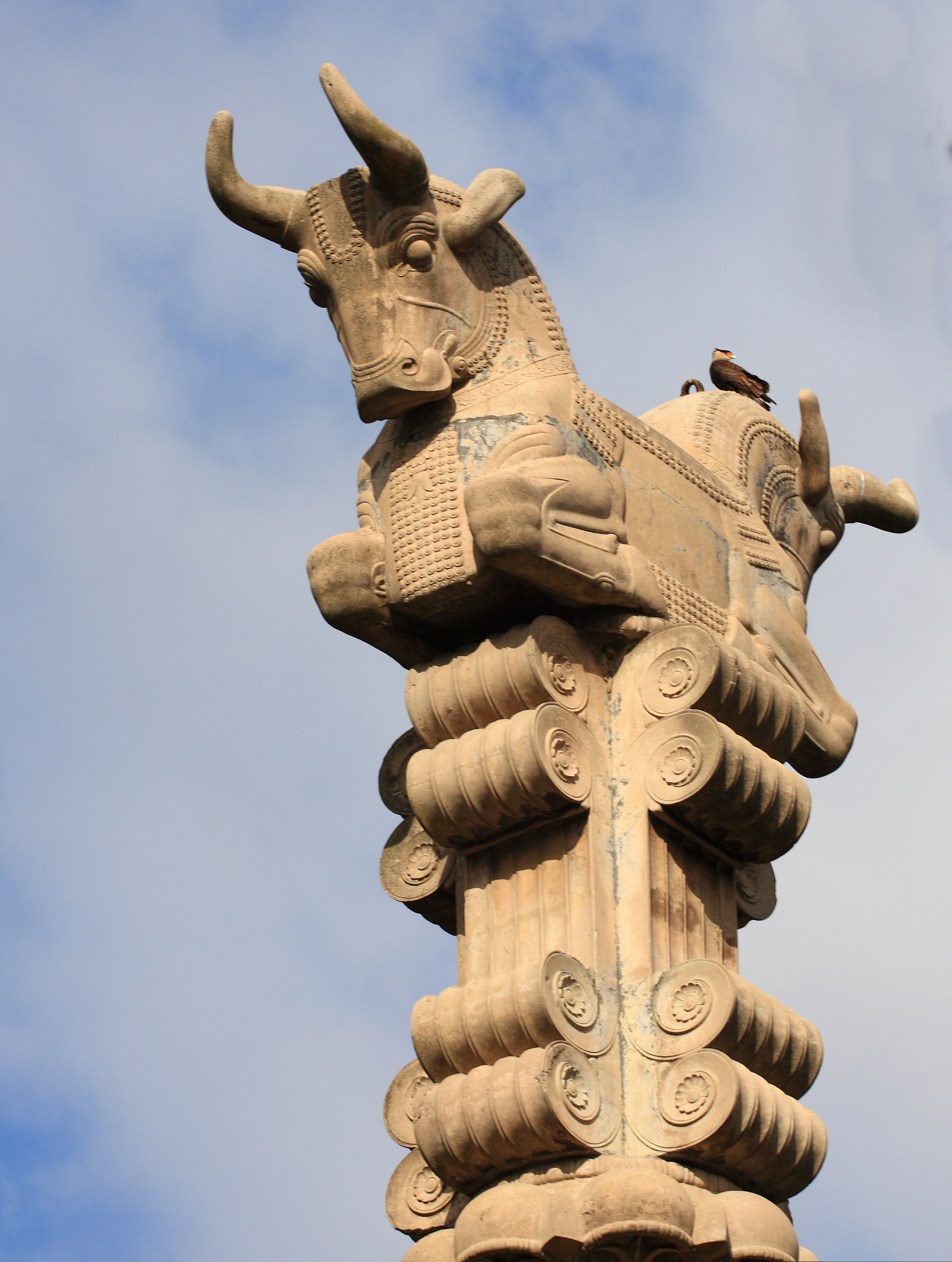
Topo de uma coluna persa aquemênida de Persépolis

### Assírio
Algum tipo de capitel de voluta é mostrado nas assírios baixos-relevos, mas sem capitel assíria foi já encontrado; as bases enriquecidas exibidas no Museu Britânico foram inicialmente mal interpretadas como capiteis.

### Persa
Na capitel persa aquemênida, os suportes são esculpidos com dois animais fortemente decorados, costas com costas, projetando-se para a direita e para a esquerda para apoiar a arquitrave; nas costas, eles carregam outros suportes em ângulos retos para apoiar as madeiras cruzadas. O touro é o mais comum, mas também existem leões e grifos. A capitel se estende mais abaixo do que na maioria dos outros estilos, com decoração tirada das muitas culturas que o Império Aquemênida conquistou, incluindo Egito, Babilônia e Lídia. Existem volutas duplas na parte superior e, invertida, na parte inferior de uma longa seção canelada plana e quadrada, embora o fuste da coluna seja redondo, e também canelada.

### Egeu
A mais antiga de capitel do Egeu é que mostrado nas frescos no Cnossos em Creta (1 600 a.C.); era do tipo convexo, provavelmente moldado em estuque. capiteis da segunda, tipo côncava, incluem os exemplos ricamente entalhadas das colunas que flanqueiam o Túmulo de Agamenão em Micenas (c 1 100 a.C.): Eles são entalhadas com uma viga dispositivo, e com uma concavidade apophge em que os gomos de algumas flores são esculpidos.

## Antiguidade Clássica
As ordens, sistemas estruturais para organizar as partes componentes, desempenharam um papel crucial na busca dos gregos pela perfeição de razão e proporção. Os gregos e romanos distinguiram três ordens clássicas de arquitetura, as ordens dórica, jônica e coríntia; cada um tinha diferentes tipos de capites no topo das colunas de seus edifícios monumentais hipostilo e trábea. Em toda a Bacia do Mediterrâneo, no Oriente Próximo e no mundo helenístico mais amplo, incluindo o Reino Greco-Bactriano e o Reino Indo-Grego, numerosas variações desses e de outros designs de capitéis coexistiram com as ordens clássicas regulares. O único tratado arquitetônico da antiguidade clássica que sobreviveu é o De architectura, do arquiteto romano Vitrúvio, do século I a.C., que discutiu as diferentes proporções de cada uma dessas ordens e fez recomendações sobre como os capitéis das colunas de cada ordem deveriam ser construídos e em que proporções. No mundo romano e dentro do Império Romano, a ordem toscana era empregada, originalmente da Itália e com uma capitel semelhante às capiteis dóricas gregas, enquanto o período imperial romano viu o surgimento da ordem composta, com capitel híbrido desenvolvido a partir de elementos jônicos e coríntios. As colunas toscanas e coríntias foram contadas entre o cânone clássico de ordens pelos arquitetos da arquitetura renascentista e da arquitetura neoclássica.

### Grego

#### Dórico

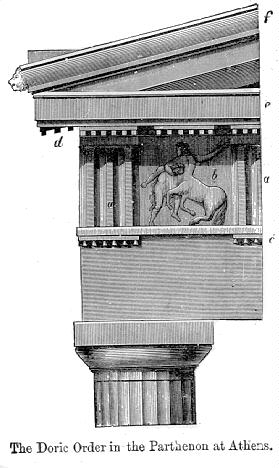
Ilustração de uma capitel dórica do Partenão, em um livro chamado A Handbook of Architectural Styles, escrito em 1898

O capitel dórico é o mais simples das cinco ordens clássicas: consiste no ábaco acima de uma moldura ovolo, com um colar astragal colocado abaixo. Foi desenvolvido nas terras ocupadas pelos dórios, uma das duas principais divisões da raça grega. Tornou-se o estilo preferido do continente grego e das colônias ocidentais (sul da Itália e Sicília). No Templo de Apolo, em Siracusa (c. 700 a.C.), a moldagem do equino tornou-se uma forma mais definida: está no Partenão o seu ponto culminante, onde a convexidade está na parte superior e inferior com uma delicada curva de união. O lado inclinado do equino torna-se mais plana nos exemplos posteriores, e no Coliseu em Roma constitui um quarto round (veja ordem dórico). Nas versões em que o friso e outros elementos são mais simples, a mesma forma de capitel é descrita como pertencente à ordem toscana. O dórico atingiu seu auge em meados do século V a.C. e foi uma das ordens aceitas pelos romanos. Suas características são masculinidade, força e solidez.
A capitel dórica consiste em uma moldura convexa em forma de almofada conhecida como equino e uma laje quadrada denominada ábaco.

#### Jônia

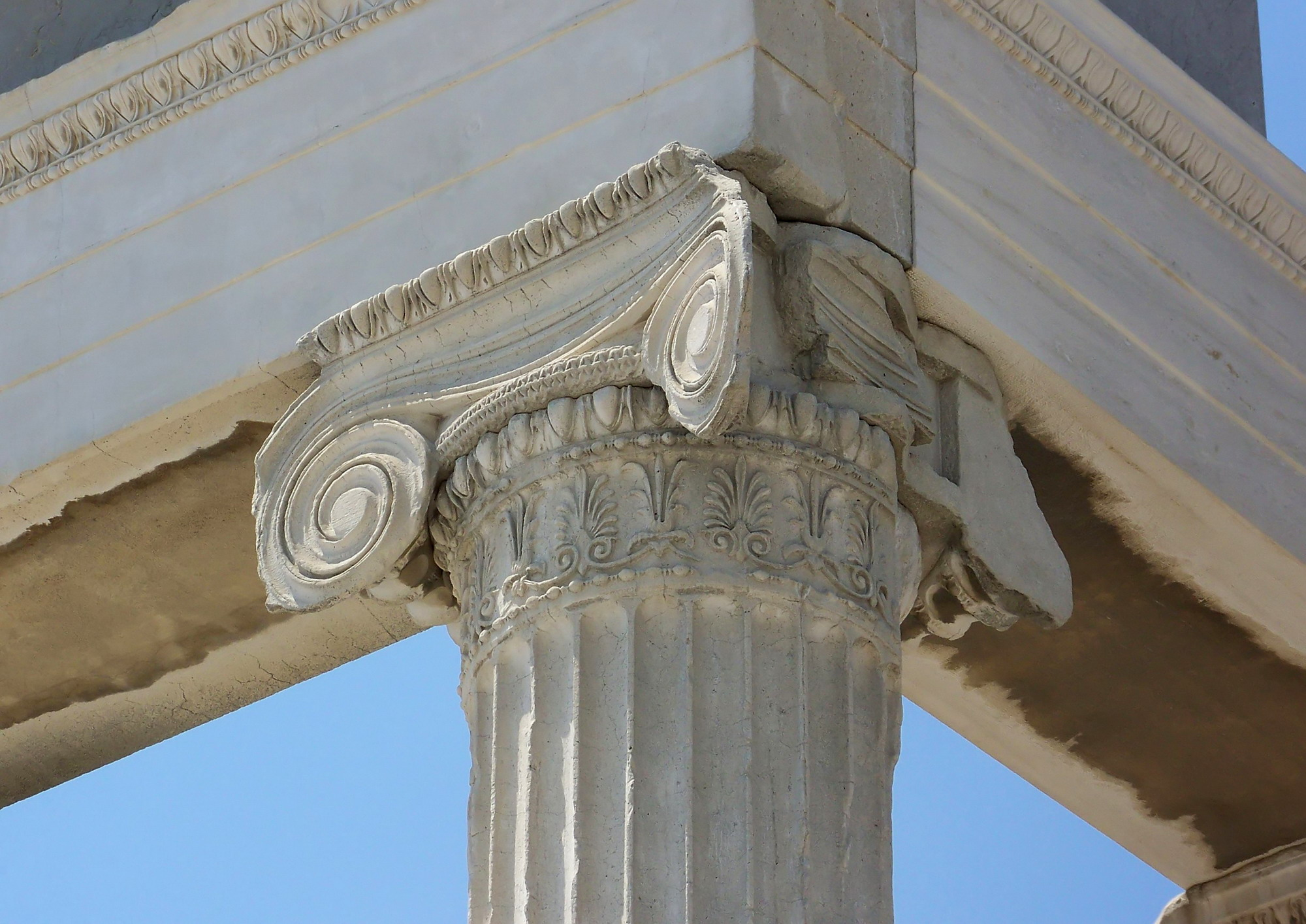
capitel iônica do Erecteion, com voluta girada no canto

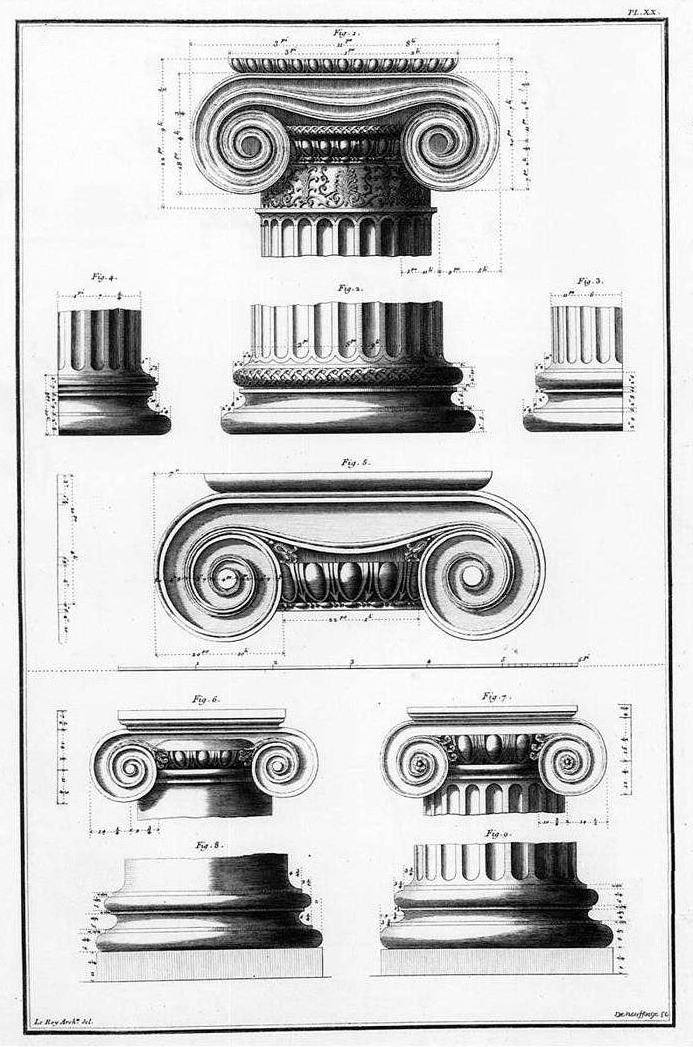
Placa da Ordem Iônica, de Les Ruines des plus beaux monuments de la Grèce, feita em 1770 por Julien-David Le Roy

Na capitel jônica, volutas em espiral são inseridas entre o ábaco e o ovolo. Esta ordem parece ter sido desenvolvida contemporaneamente com o dórico, embora não tenha se tornado um uso comum e assumido sua forma final até meados do século V a.C.. O estilo prevaleceu em terras jônicas, centradas na costa da Ásia Menor e nas ilhas do Egeu. A forma da ordem era bem menos definida do que a dórica, com variações locais persistindo por muitas décadas. Nas capiteis jônicas do templo arcaico de Ártemis em Éfeso (560 a.C.), a largura do ábaco é o dobro de sua profundidade. Um século depois, no templo de Ilisso, o ábaco tornou-se quadrado (veja a discussão mais completa na Ordem jônica). Segundo o arquiteto romano Vitrúvio, as principais características da ordem jônica eram a beleza, a feminilidade e a magreza, derivadas de sua base na proporção de uma mulher.
As volutas de um capitel Iônico repousam sobre um equino, quase invariavelmente esculpido com ovo e dardo. Acima dos rolos havia um ábaco, mais raso do que nos exemplos dóricos, e novamente ornamentado com ovo e dardo.

#### Coríntia
Foi sugerido que a folhagem da capitel grega coríntia se baseava no Acanthus spinosus, a da romana no Acanthus mollis. No entanto, nem toda folhagem arquitetônica é tão realista quanto a de Isaac Ware ( ilustração à direita ). As folhas são geralmente esculpidas em duas "fileiras" ou faixas, como uma xícara de folhas dentro de outra. As capiteis coríntias do Tolos de Epidauro (400 a.C.) ilustram a transição entre a capitel grega anterior, como em Bassas, e a versão romana que os arquitetos renascentistas e modernos herdaram e refinaram (veja a discussão mais completa na ordem coríntia).
Na prática arquitetônica romana, os capitéis são tratados brevemente em seu devido contexto entre os detalhamentos próprios de cada uma das "Ordens", no único livro completo de arquitetura que sobreviveu desde os tempos clássicos, o De architectura, de Marco Vitrúvio Polião, mais conhecido como Vitrúvio, dedicado ao imperador Augusto. As várias ordens são discutidas nos livros iii e iv de Vitrúvio. Descreve a prática romana de maneira prática. Ele conta alguns contos sobre a invenção de cada uma das ordens, mas não dá um conjunto rígido e rápido de regras canônicas para a execução de capiteis.
Duas outras ordens arquitetônicas especificamente romanas têm seus capitéis característicos, os robustos e primitivos capitéis toscanos, tipicamente usados em edifícios militares, semelhantes ao dórico grego, mas com menos molduras pequenas em seu perfil, e os capitéis compostos inventados nem mesmo mencionados por Vitrúvio, que combinava volutas jônicas e capitéis de acanto coríntios, em uma ordem que era bastante semelhante em proporções à coríntia, uma ordem que os romanos empregavam com muito mais frequência do que os gregos.
A crescente adoção de capitéis compostos sinalizou uma tendência para capitéis mais livres, mais inventivos (e muitas vezes mais esculpidos) na Antiguidade Tardia.

#### Anta
O capitel da anta não é um capitel que se coloca no topo de uma coluna, mas sim no topo de uma anta, um poste estrutural integrado à extremidade frontal de uma parede, como a frente da parede lateral de um templo.
A parte superior de uma anta costuma ser altamente decorada, geralmente com faixas de motivos florais. Os projetos geralmente respondem a uma ordem de colunas, mas geralmente com um conjunto diferente de princípios de projeto. Para não se projetarem excessivamente da superfície da parede, essas estruturas tendem a ter uma superfície bastante plana, formando capitéis em forma de tijolo, chamados de "capitéis de anta". Os capitéis de Anta são conhecidos desde a época da ordem dórica.
Um capitel de anta pode às vezes ser qualificado como capitel de "sofá" ou "capitel de anta" quando as laterais do capitel se alargam para cima, em uma forma que lembra um sofá. capitel da pilastra coríntia apoiada por protomas de pégasos, do interior da cella do Templo de Marte Ultor no Fórum de Augusto, agora no Museo dei Fori Imperiali, Roma.
Os capitéis de anta às vezes são difíceis de distinguir dos capitéis de pilastra, que são bastante decorativos e não têm o mesmo papel estrutural que os capitéis de anta.

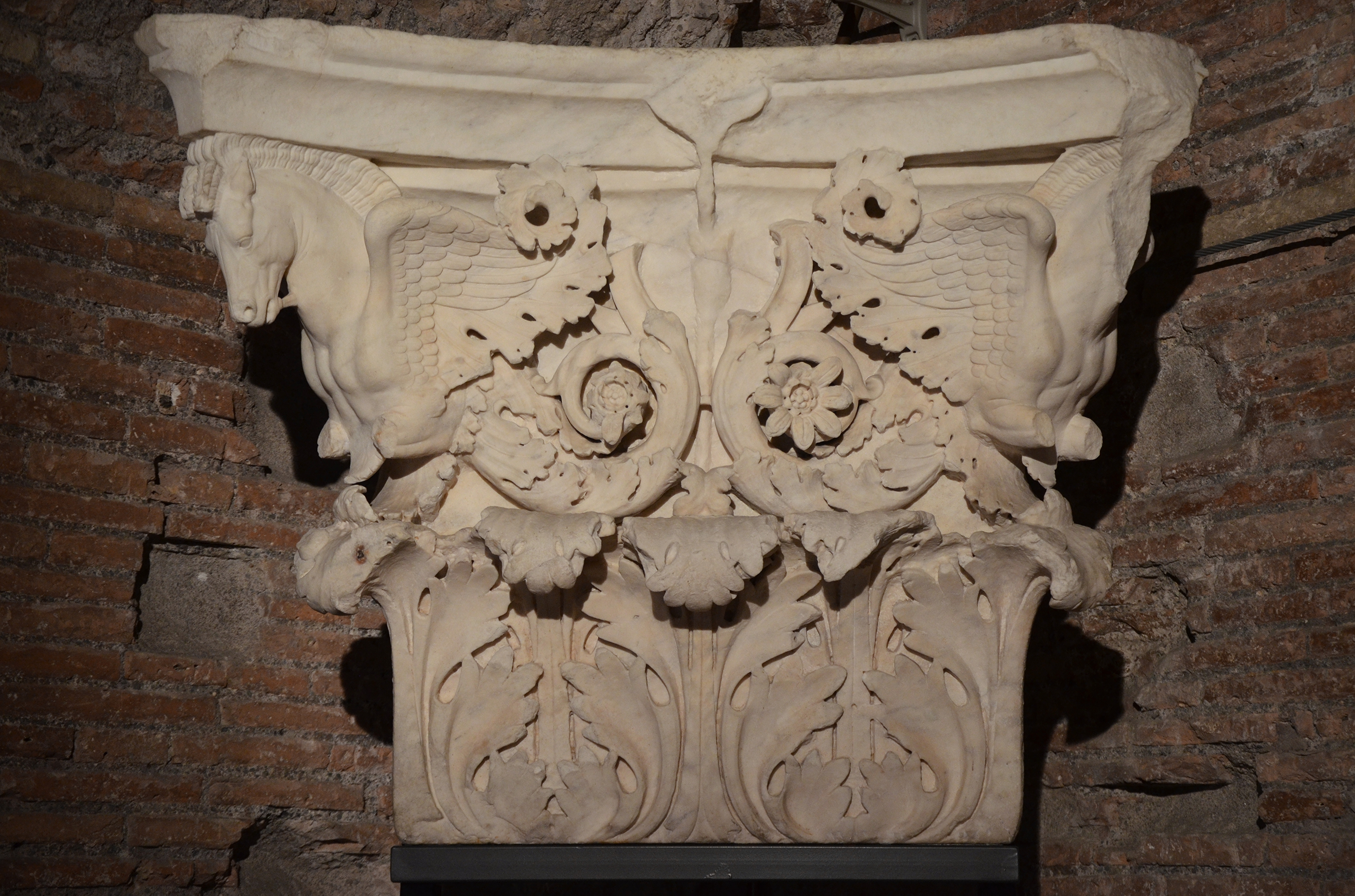
capitel da pilastra coríntia apoiada por protomas de pégasos, do interior da cella do Templo de Marte Ultor no Fórum de Augusto, agora no Museo dei Fori Imperiali, Roma

### Romano

#### Toscana
As origens da ordem toscana remontam aos etruscos e são encontradas em seus túmulos. Embora os romanos a considerassem especialmente italiana, a capitel toscana encontrada em monumentos romanos está na verdade mais próxima da ordem dórica grega do que de exemplos etruscos, sendo sua capitel quase idêntica à dórica.

#### Composto
Os romanos inventaram a ordem compósita ao unir a ordem coríntia com a capitel jônica, possivelmente já no reinado de Augusto. Em muitas versões, as volutas da ordem Composto são maiores, entretanto, e geralmente há algum ornamento colocado centralmente entre as volutas. Apesar desta origem, muitos capitéis compósitos tratam de facto as duas volutas como elementos diferentes, cada um surgindo de um lado da sua base frondosa. Nisto, e em ter um ornamento separado entre eles, eles se assemelham à ordem Aeólica da Grécia Arcaica, embora esta não pareça ter sido a rota de seu desenvolvimento no início do Império Romano. Da mesma forma, onde a voluta jônica grega é geralmente mostrada de lado como uma única unidade de largura inalterada entre a frente e a parte de trás da coluna, as volutas compostas são normalmente tratadas como quatro unidades mais finas diferentes, uma em cada canto do capitel, projetando-se a cerca de 45° da fachada.

### Indiano

#### Acapitel do Leão da Ashoka

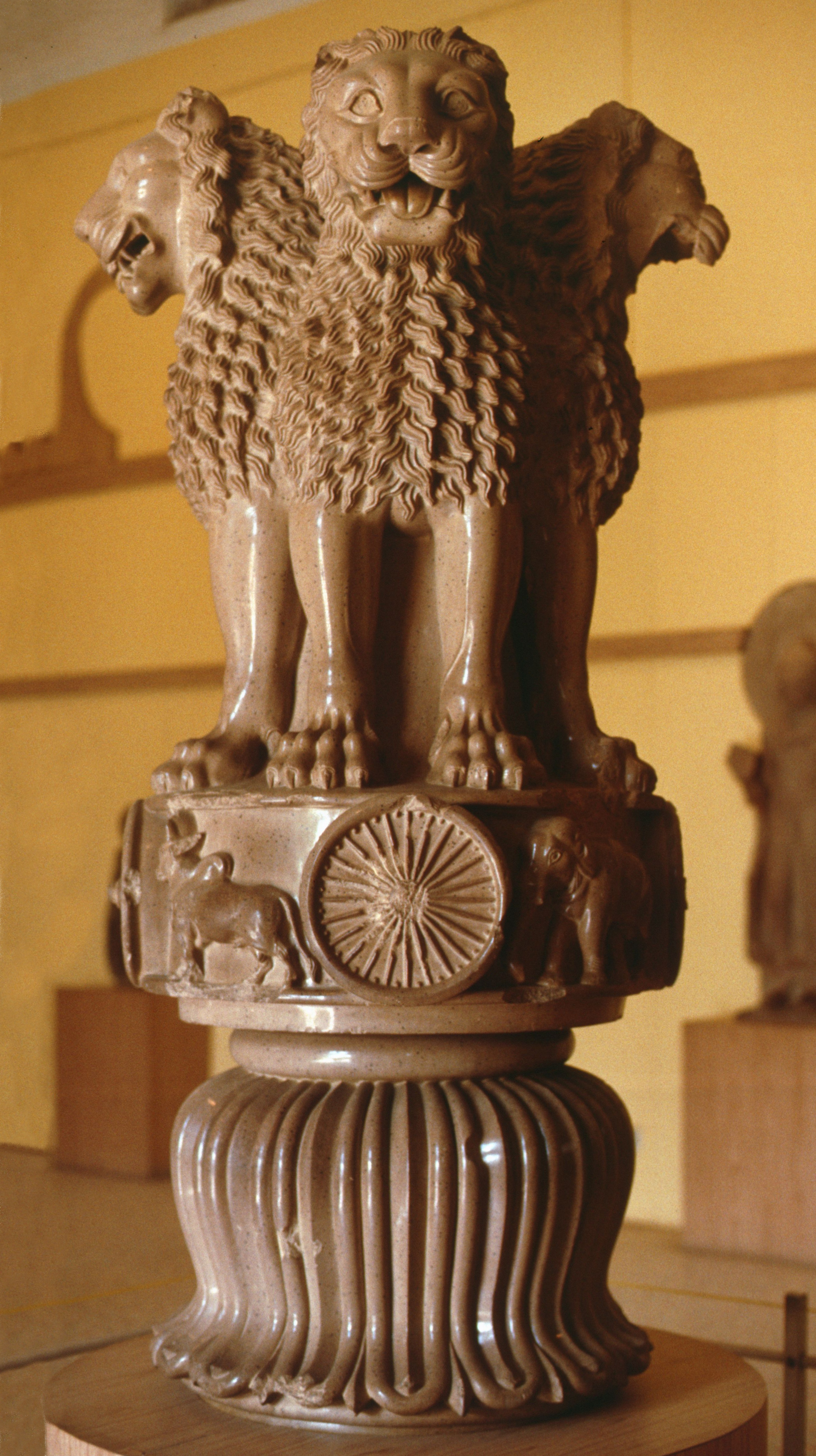
A capitel do Leão da Ashoka; por volta do século III a.C.; arenito polido; altura: 2,2 m; Museu de Saranate (Saranate, perto de Varanasi, Utar Pradexe, Índia)

A capitel do Leão de Ashoka é uma capitel icônica que consiste em quatro leões asiáticos de pé, costas com costas, em uma base elaborada que inclui outros animais. Uma representação gráfica foi adotada como o emblema oficial da Índia em 1950. Esta capitel do leão fortemente esculpida de Saranate tinha um pilar no topo com os decretos do imperador Ashoka. Como a maioria das capiteis da Ashoka, é brilhantemente polido. Localizado no local do primeiro sermão de Buda e da formação da ordem budista, ele carregava símbolos imperiais e budistas, refletindo a autoridade universal das palavras do imperador e do Buda. A capitel hoje é o emblema da República da Índia. Sem a flor de lótus invertida em forma de sino, foi adotado como o Emblema Nacional da Índia, visto de outro ângulo, mostrando o cavalo à esquerda e o touro à direita do Ashoka Chakra na base circular sobre a qual os quatro indianos os leões estão de costas um para o outro. No lado mostrado aqui estão o touro e o elefante; um leão ocupa o outro lugar. A roda "Ashoka Chakra" de sua base foi colocada no centro da Bandeira Nacional da Índia

#### Capities indo-iônicos
A capitel Pataliputra é uma capitel retangular monumental com desenhos de volutas, que foi descoberta nas ruínas do palácio da antiga capitel do Império Máuria, Pataliputra (moderna Patna, nordeste da Índia). É datado do século III a.C. O tampo é feito de uma faixa de rosetas, onze no total para as frentes e quatro para as laterais. Abaixo disso está uma faixa de padrão de conta e carretel, então sob ela uma faixa de ondas, geralmente da direita para a esquerda, exceto na parte de trás, onde elas são da esquerda para a direita. Mais abaixo está um bando de ovo e dardopadrão, com onze "línguas" ou "ovos" na frente e apenas sete nas costas. Abaixo aparece o motivo principal, uma palmeta de chama, crescendo entre seixos.
A capitel de Saranate é uma capitel pilar, às vezes também descrita como um "suporte de pedra", descoberta nas escavações arqueológicas no antigo sítio budista de Saranate. O pilar exibe volutas e palmetas iônicas. Ele foi datado de várias formas, desde o século III a.C. durante o período do Império Máuria, até o século I a.C., durante o período do Império Sunga.

#### capiteis indo-coríntios

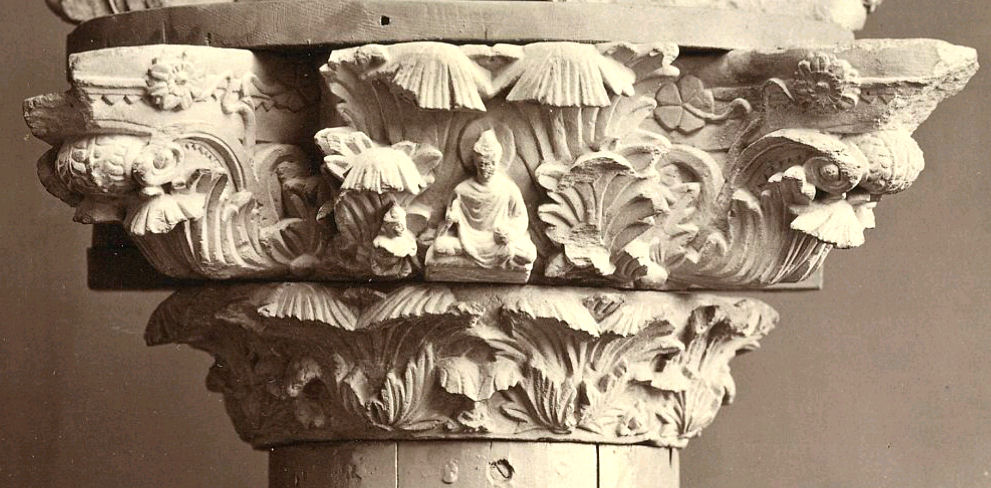
Figura de Buda, no centro de uma capitel coríntia, feita durante o antigo estado de Gandara, entre os séculos I e, encontrada em Jamal Gari

Algumas capiteis com forte influência grega e persa foram encontradas no nordeste da Índia, no palácio do Império Máuria de Pataliputra, que data do século IV a III a.C. Exemplos como a capitel Pataliputra pertencem à ordem jônica, e não à ordem coríntia posterior. Eles são testemunhas das relações entre a Índia e o Ocidente desde aquela época.
Os capitéis indo-coríntios correspondem aos capitéis de estilo coríntio muito mais abundantes que coroam colunas ou pilastras, que podem ser encontrados no subcontinente indiano noroeste, particularmente em Gandara, e geralmente combinam elementos helenísticos e indianos. Esses capitéis são tipicamente datados do século I a.C. e constituem elementos importantes da arte greco-budista.
O design clássico foi frequentemente adaptado, geralmente assumindo uma forma mais alongada e, às vezes, sendo combinado com pergaminhos, geralmente dentro do contexto de estupas e templos budistas. capiteis indo-coríntios também incorporaram figuras de Buda ou Bodisatva, geralmente como figuras centrais rodeadas por, e muitas vezes sob a sombra de, a folhagem luxuosa dos desenhos coríntios.

## Antiguidade Tardia

### Bizantino
Os capitéis bizantinos são muito variados, desenvolvendo-se principalmente a partir do clássico coríntio, mas tendendo a ter um nível de superfície uniforme, com a ornamentação rebaixada com brocas. O bloco de pedra foi deixado áspero ao sair da pedreira, e o escultor desenvolveu novos designs de acordo com sua própria fantasia, de modo que raramente se encontram muitas repetições do mesmo design. Um dos projetos mais notáveis apresenta folhas esculpidas como se tivessem sido sopradas pelo vento; o melhor exemplo foi a Santa Sofia (Salonica) do século VIII. Os da Catedral de São Marcos, Veneza (1071) atraíram especialmente a fantasia de John Ruskin. Outros aparecem em Basílica de São Apolinário em Classe, Ravena (549).
Nas capiteis orientais, a águia, o leão e o cordeiro são ocasionalmente esculpidos, mas tratados de forma convencional.
Existem dois tipos de capitéis usados em Santa Sofia: Composto e Iônico. A capitel composta que surgiu durante o final do Império Bizantino, principalmente em Roma, combina a capitel coríntia com a jônica. Capitéis compostos alinham o espaço principal da nave. Capitéis iônicos são usados atrás deles nos espaços laterais, em uma posição de espelho em relação às ordens coríntias ou compostas (como era seu destino até o século XIX, quando os edifícios foram projetados pela primeira vez com uma ordem jônica monumental). Na Hagia Sophia, porém, essas não são as declarações imperiais padrão. Os capitéis estão repletos de folhagens em todos os tipos de variações. Em alguns, as folhas pequenas e exuberantes parecem ser apanhadas no giro dos rolos - claramente, uma sensibilidade diferente, não clássica, assumiu o design.
As capiteis da Basílica de San Vitale em Ravena (Itália) apresentam padrões florais ondulados e delicados semelhantes às decorações encontradas em fivelas de cintos e lâminas de adaga. Sua forma piramidal invertida tem a aparência de uma cesta.

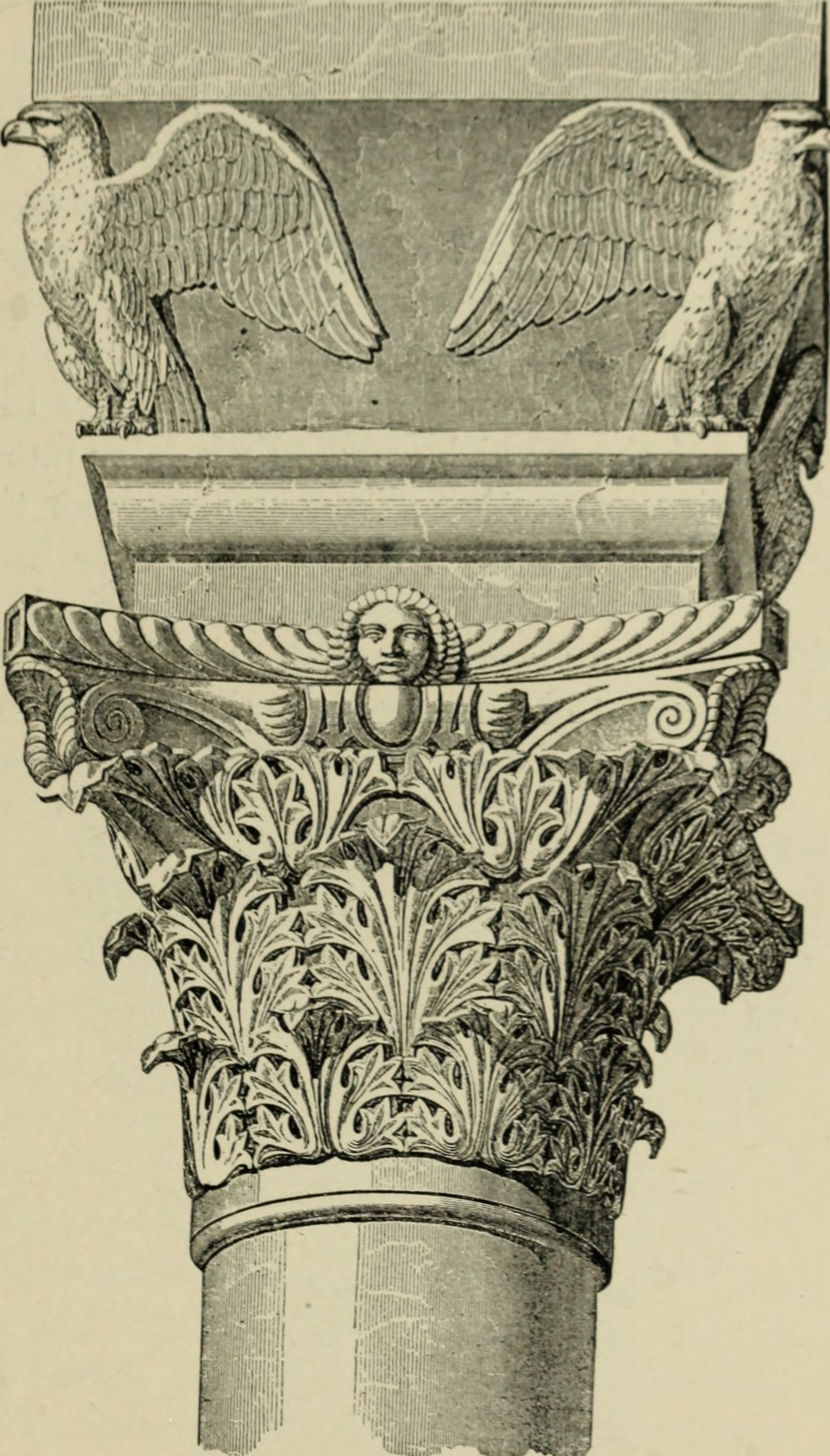
Ilustração da capitel coríntia da coluna de Marciano, de meados do século V, com um pulvino acima.
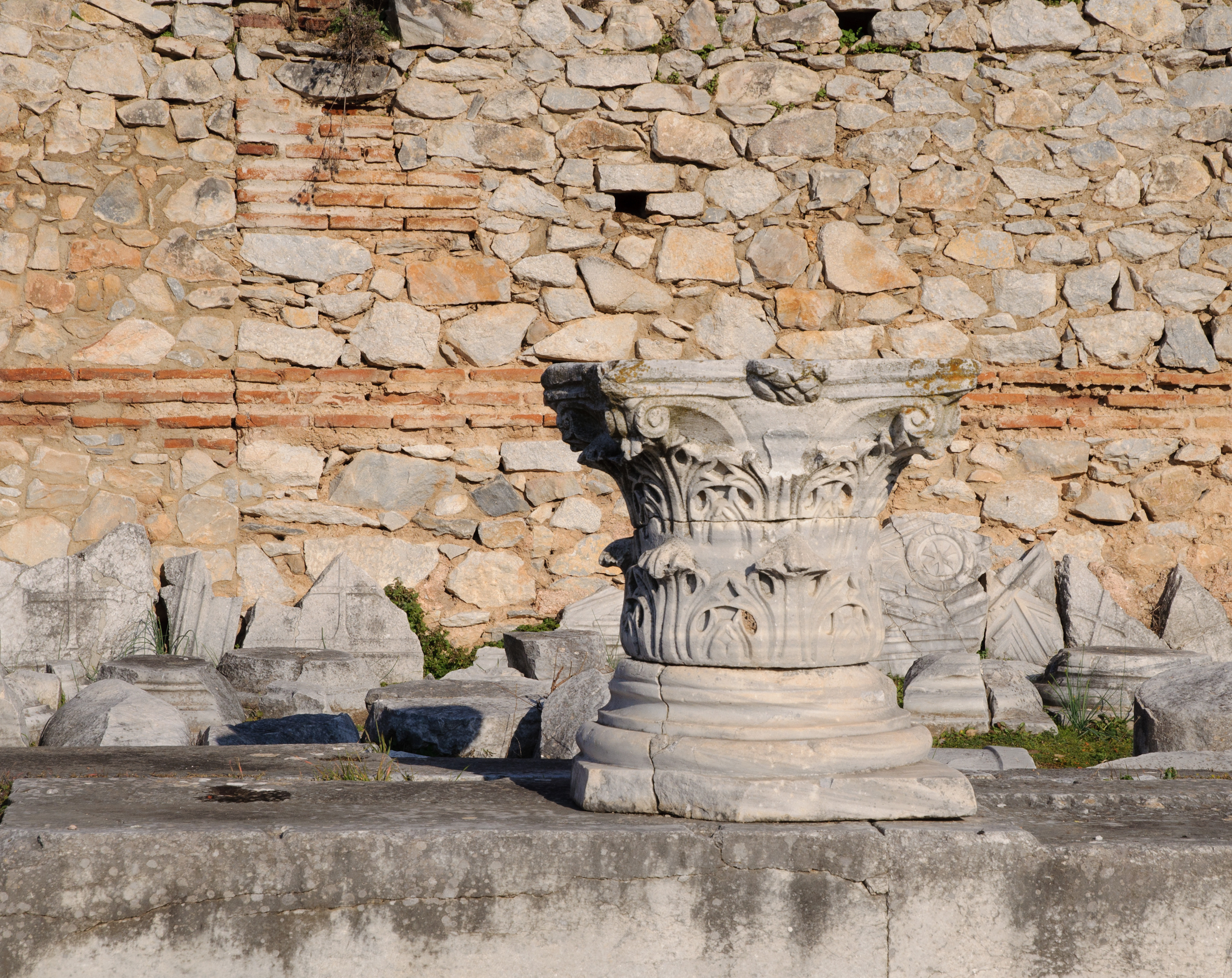
Capitel de Corinto da "Basílica A" do final do século V em Filipos
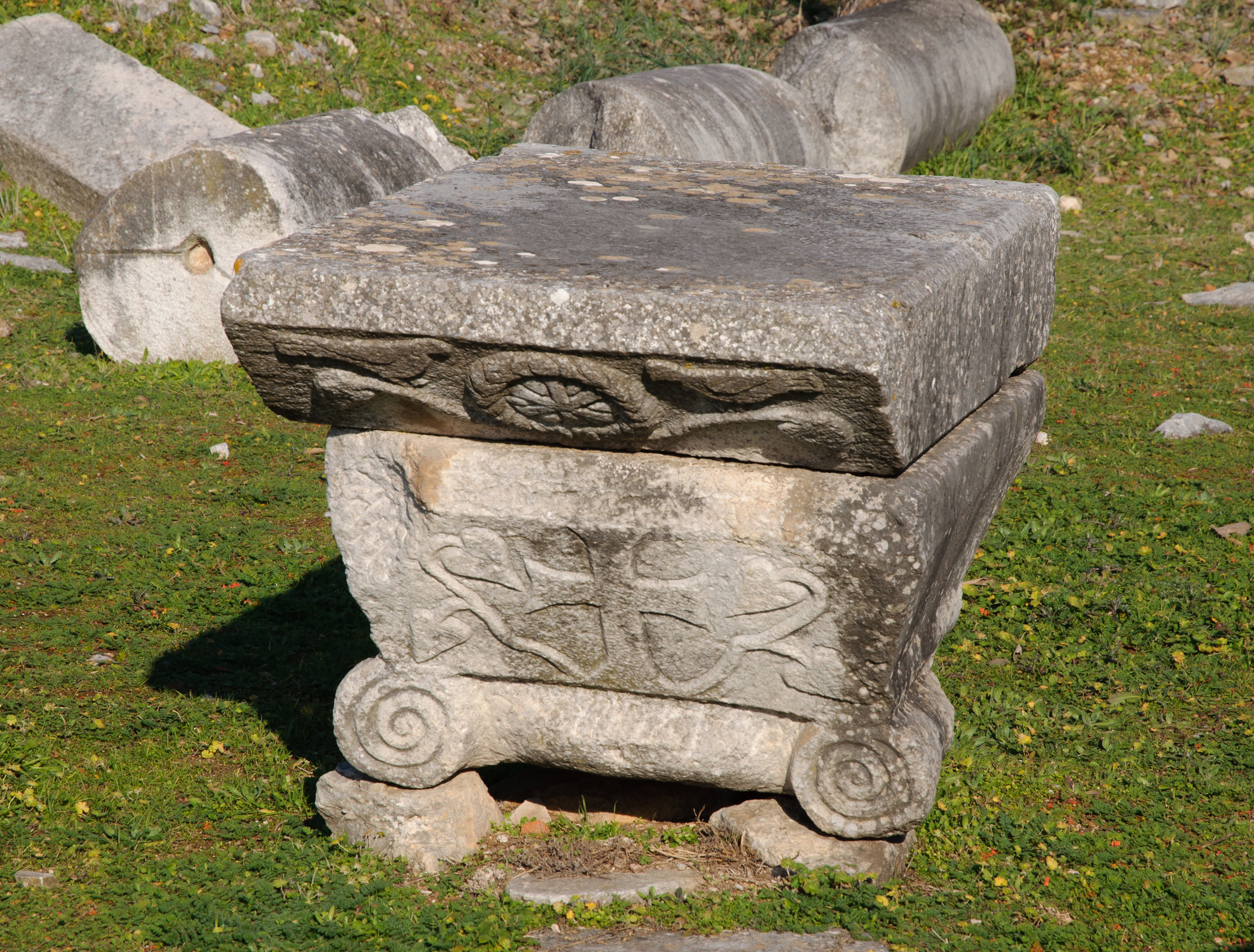
Capitel da "Basílica A" do final do século V em Filipos
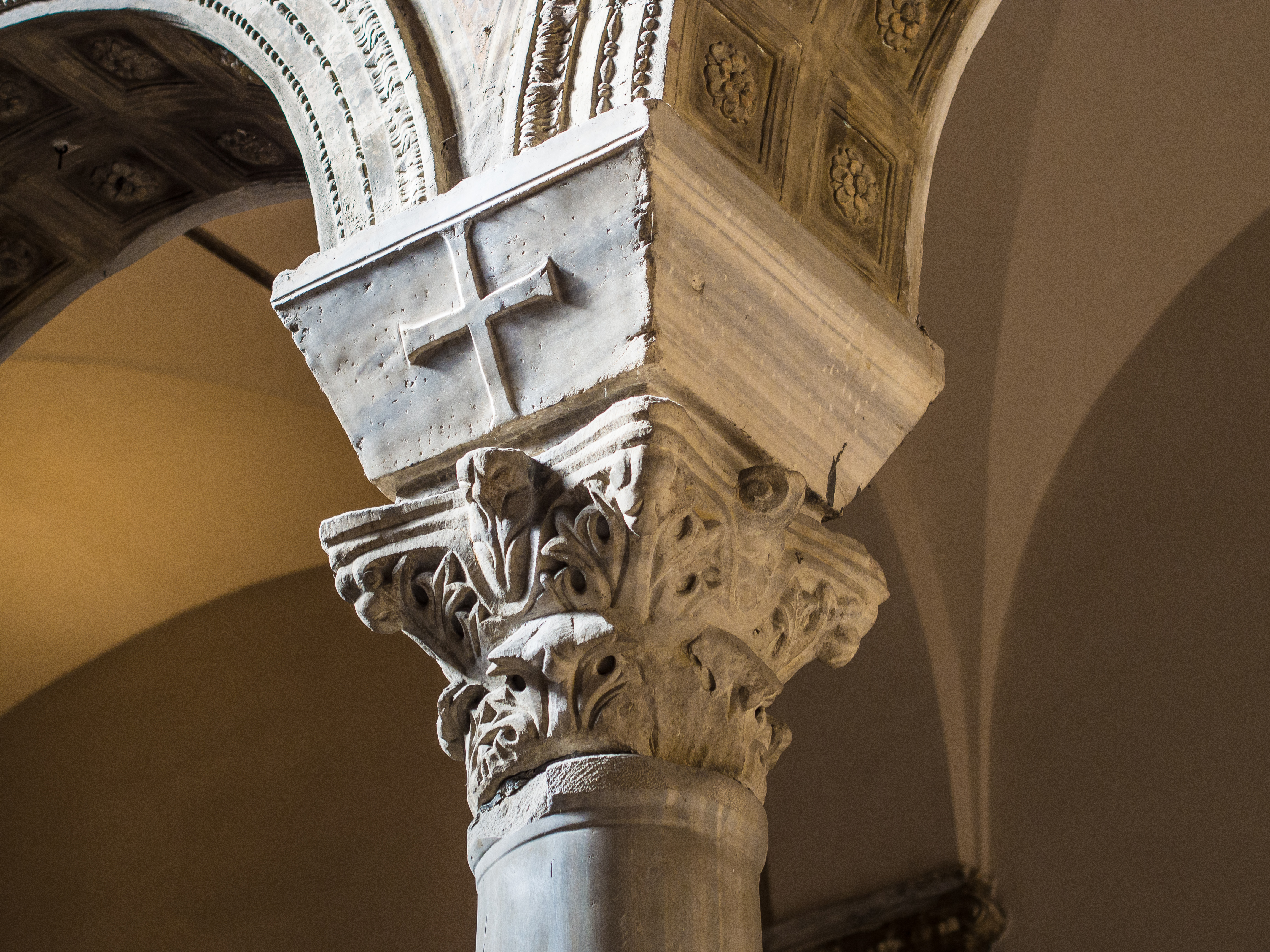
Capitel coríntia da Basílica de São Apolinário Novo do início do século VI (Ravena, Itália)
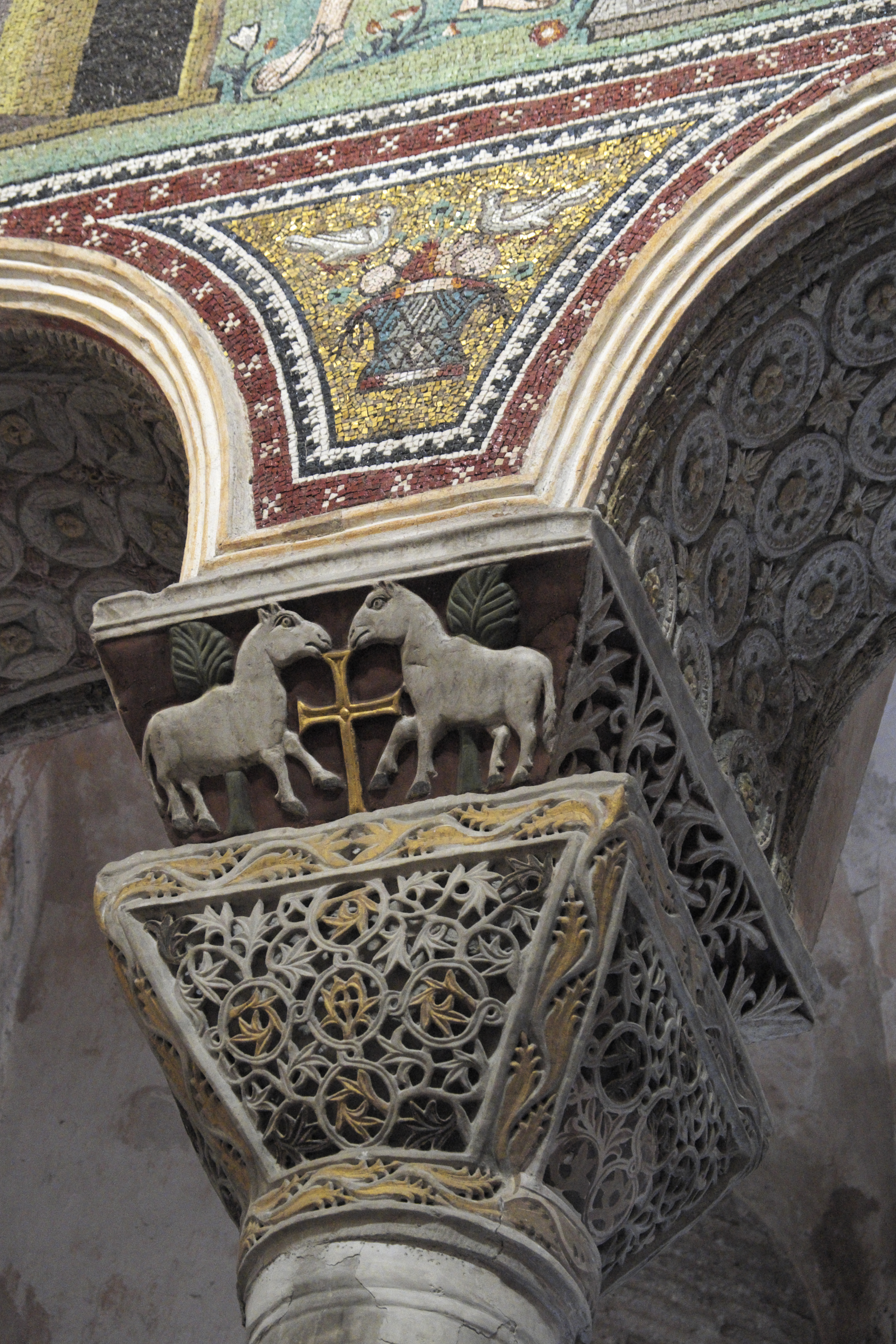
Capitel da Basílica de San Vitale em meados do século VI (Ravena, Itália)
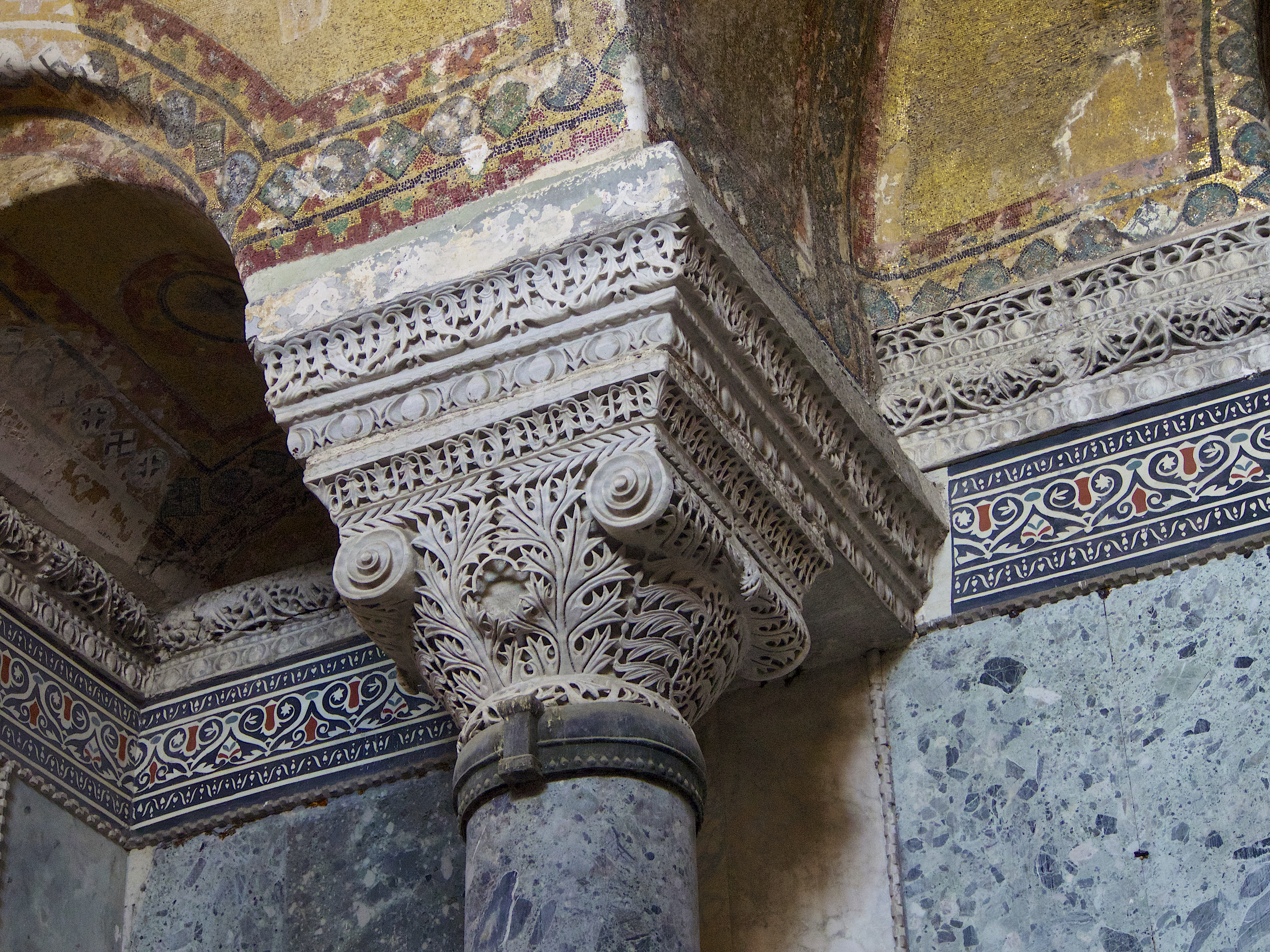
Capitel da cesta de Santa Sofia, em meados do século VI, em Constantinopla
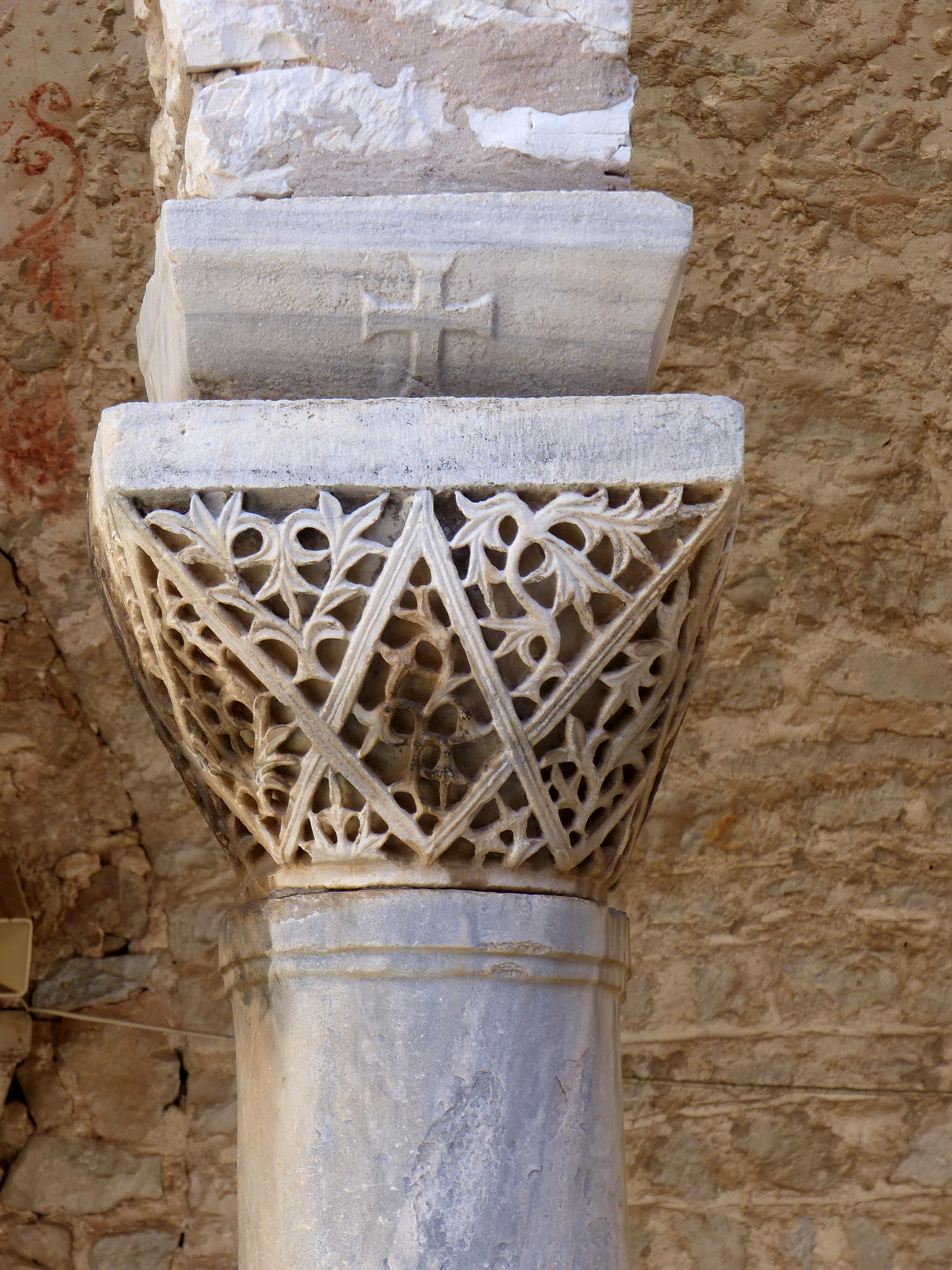
Capitel da cesta no átrio da Basílica Eufrasiana do século IV, Poreč
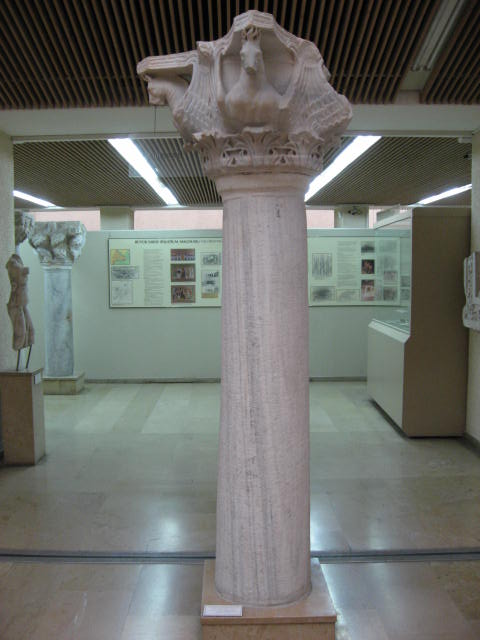
Capitel com protomas de pégaso, provavelmente do século VI, possivelmente do Hipódromo de Constantinopla
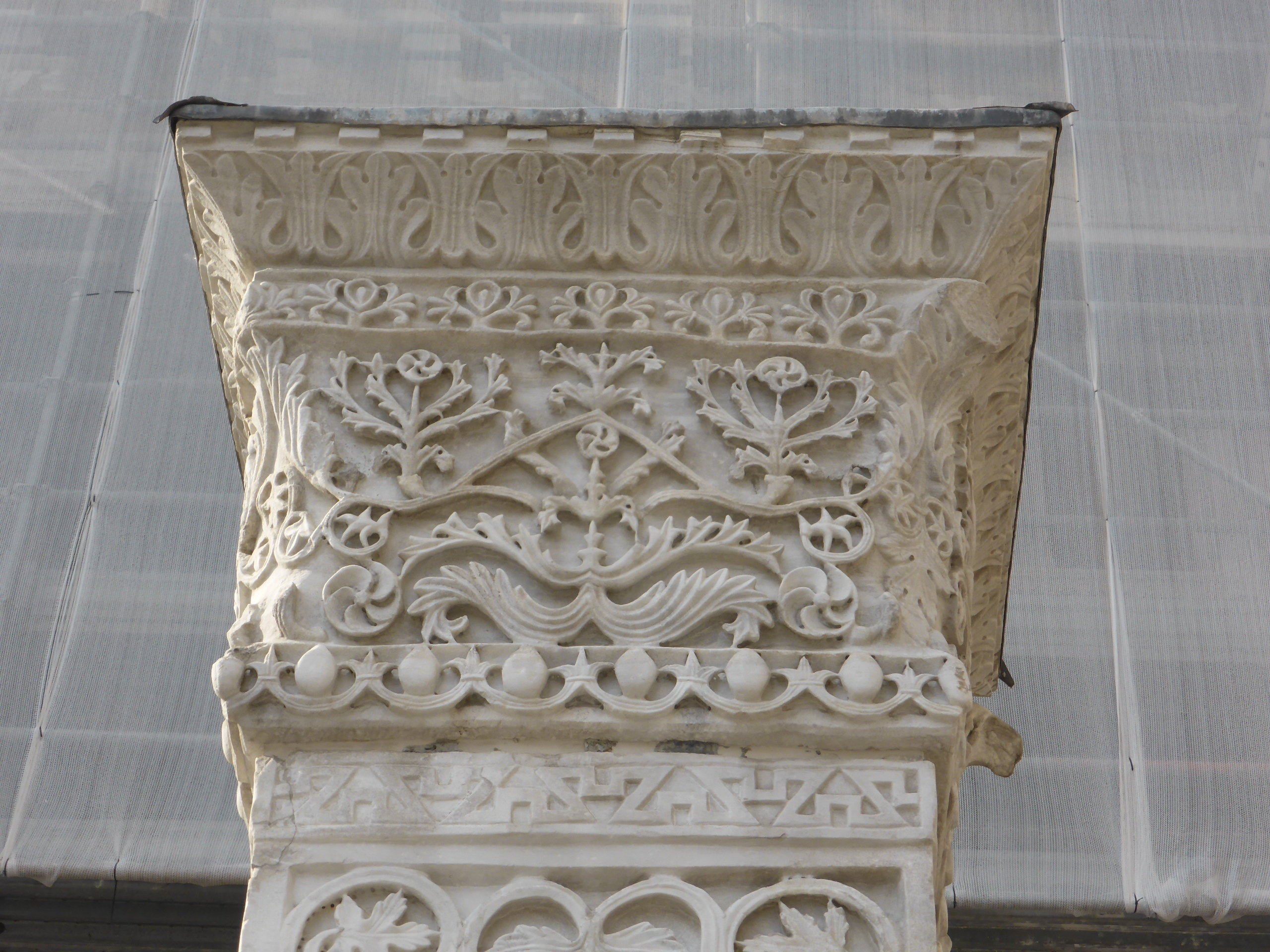
Um dos "Pilastros Acritanos" (Pilastri Acritani, Veneza, da Igreja de São Polieuto, do século VI, em Constantinopla
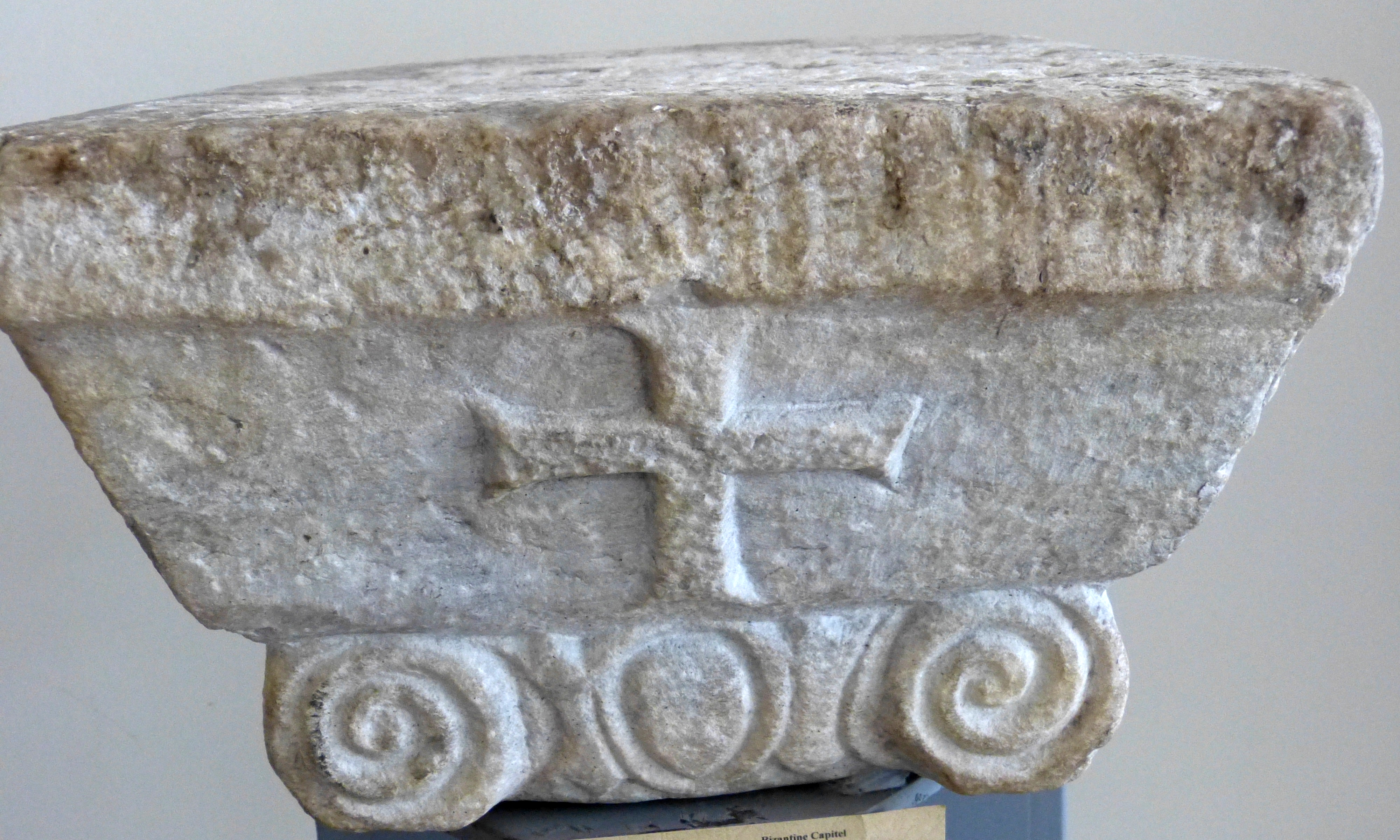
Capitel jônica bizantina de Dirráquio (Durrës) no Museu Nacional de Arte Medieval (Korçë, Albânia)

## Idade Média
Em ambos os períodos, pequenas colunas costumam ser usadas juntas em grupos, geralmente em torno de um pilar que é, na verdade, uma única coluna maior ou que corre ao longo da superfície de uma parede. A importância estrutural da coluna individual é assim bastante reduzida. Em ambos os períodos, embora existam tipos comuns, o senso de uma ordem estrita com as regras não foi mantido e, quando o orçamento permitia, os entalhadores podiam saciar sua inventividade. Os capitéis às vezes eram usados para conter representações de figuras e cenas narrativas, especialmente no românico.
Na arquitetura românica e na arquitetura gótica as capiteis de toda a Europa ocidental apresentam tanta variedade quanto no Oriente, e pelo mesmo motivo, que o escultor evoluiu seu desenho de acordo com o bloco que estava esculpindo, mas no oeste a variedade vai mais longe, por causa de o agrupamento de colunas e pilares.
O tipo mais antigo de capitel na Lombardia e na Alemanha é conhecido como a tampa almofadada, na qual a parte inferior do bloco do cubo foi cortada para encontrar o eixo circular. Esses tipos eram geralmente pintados primeiro com desenhos geométricos, depois entalhados.
As melhores esculturas vêm da França, especialmente da área ao redor de Paris. Os mais variados foram esculpidos em 1130-1170.

Na Grã-Bretanha e na França, as figuras introduzidas nas capiteis são às vezes cheias de caráter, sendo chamadas de capitel historiada (ou capitel figurado). Esses capitéis, no entanto, não são iguais aos do gótico inglês inicial, em que a folhagem é tratada como se fosse uma cópia do trabalho em metal, e é de uma variedade infinita, sendo encontrada em pequenas igrejas de vilarejos, bem como em catedrais.

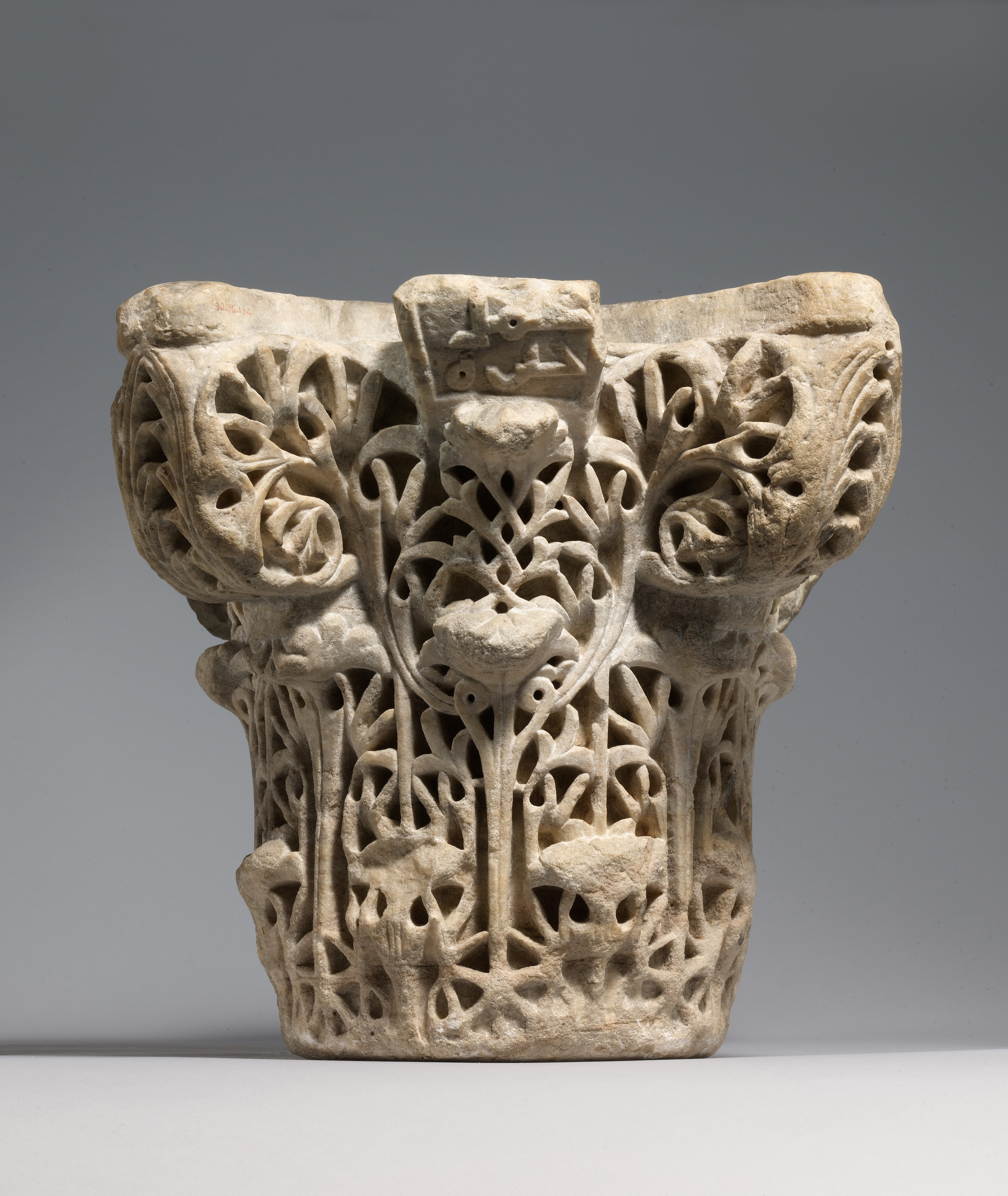
Cepital composta islâmica do século X com ábaco inscrito em árabe , provavelmente de Medina Azaara, no califado omíada de Córdoba (Museu Metropolitano de Arte)
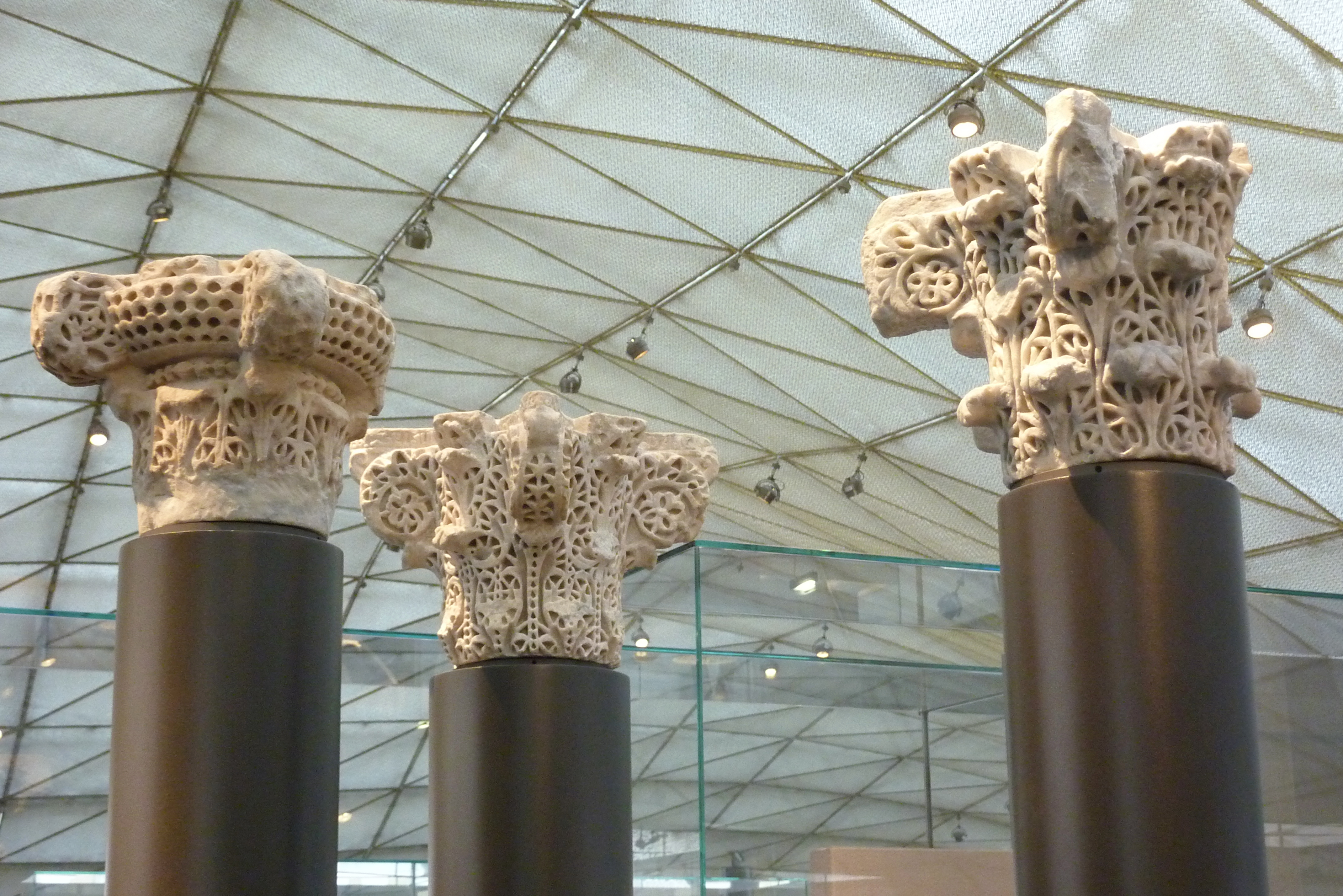
Capiteis do século X do Califado de Córdova (Louvre)
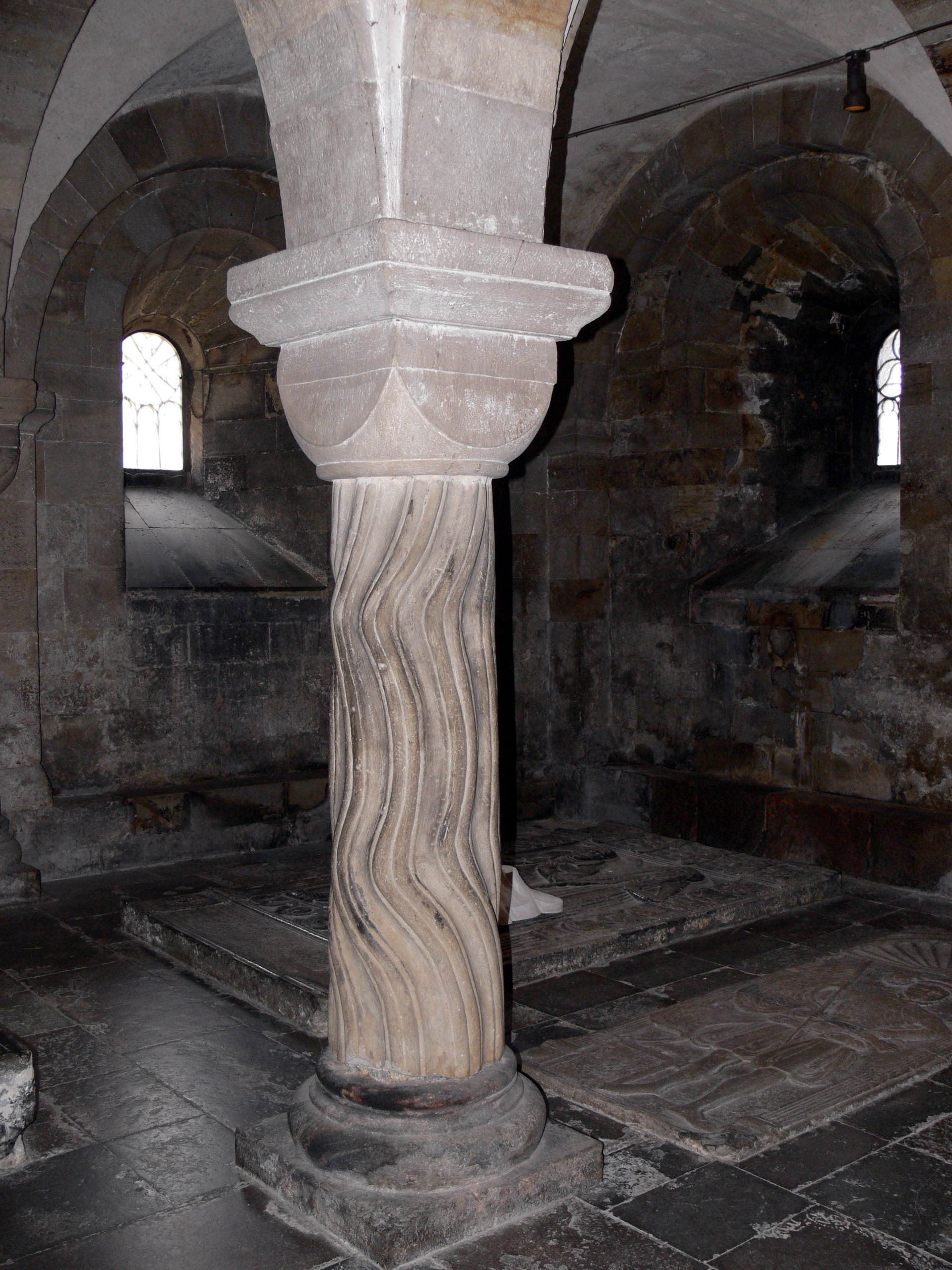
Capitel de almofada simples e românica na cripta da Catedral de Lunda (Suécia)
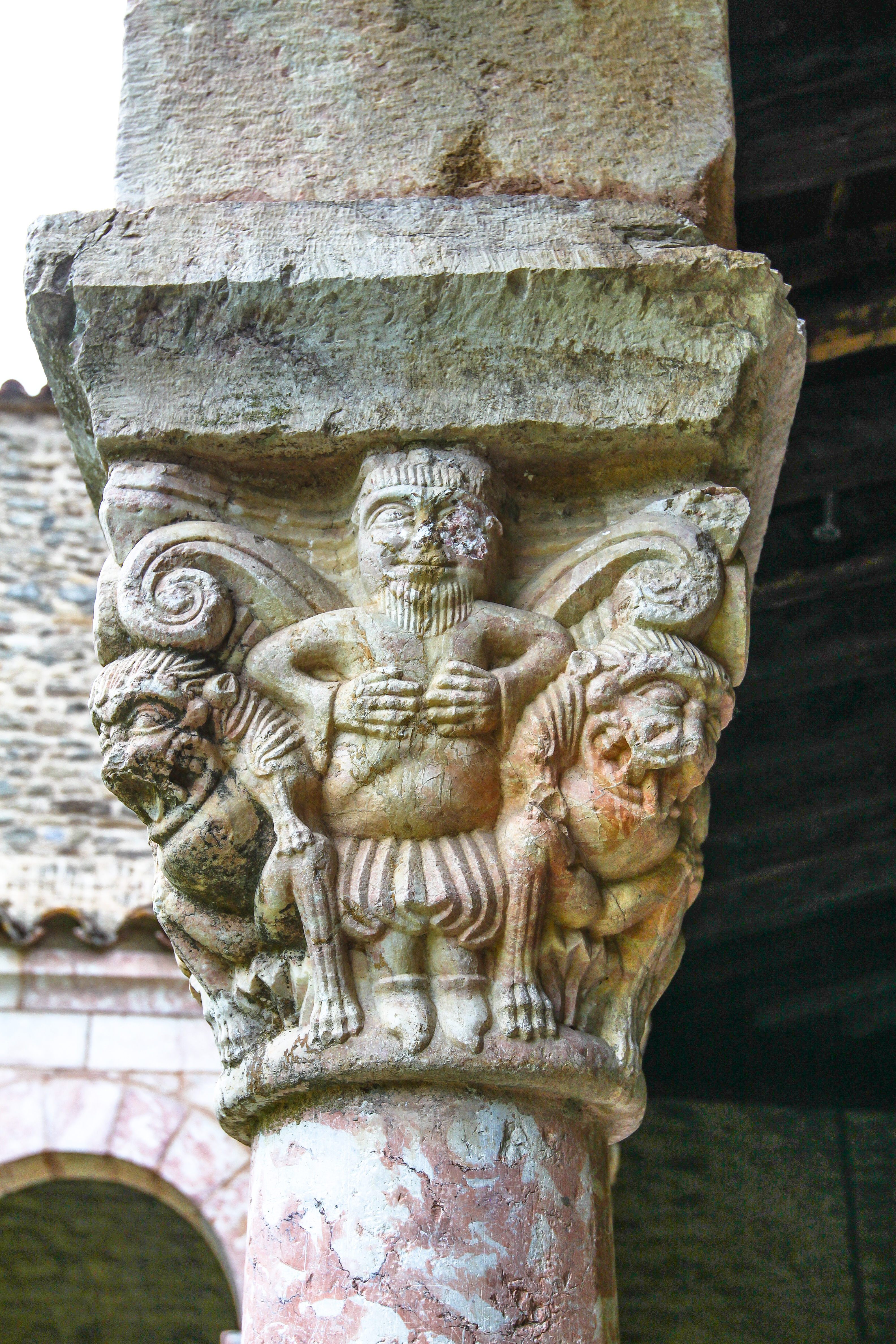
Capitel românica na abadia de Saint-Michel-de-Cuxa (França)
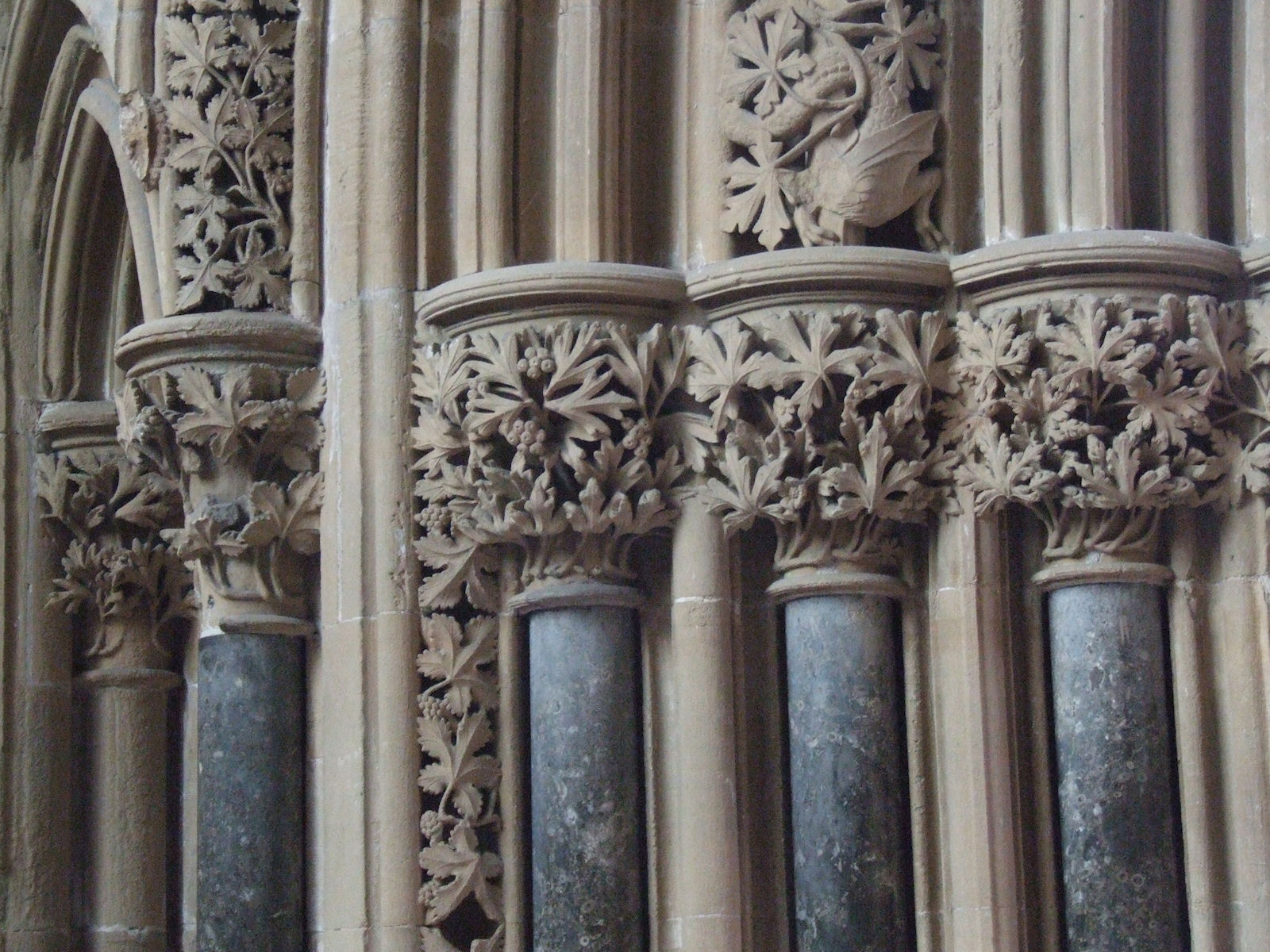
Folhagem em capiteis góticos em Southwell Minster (Southwell, Inglaterra)
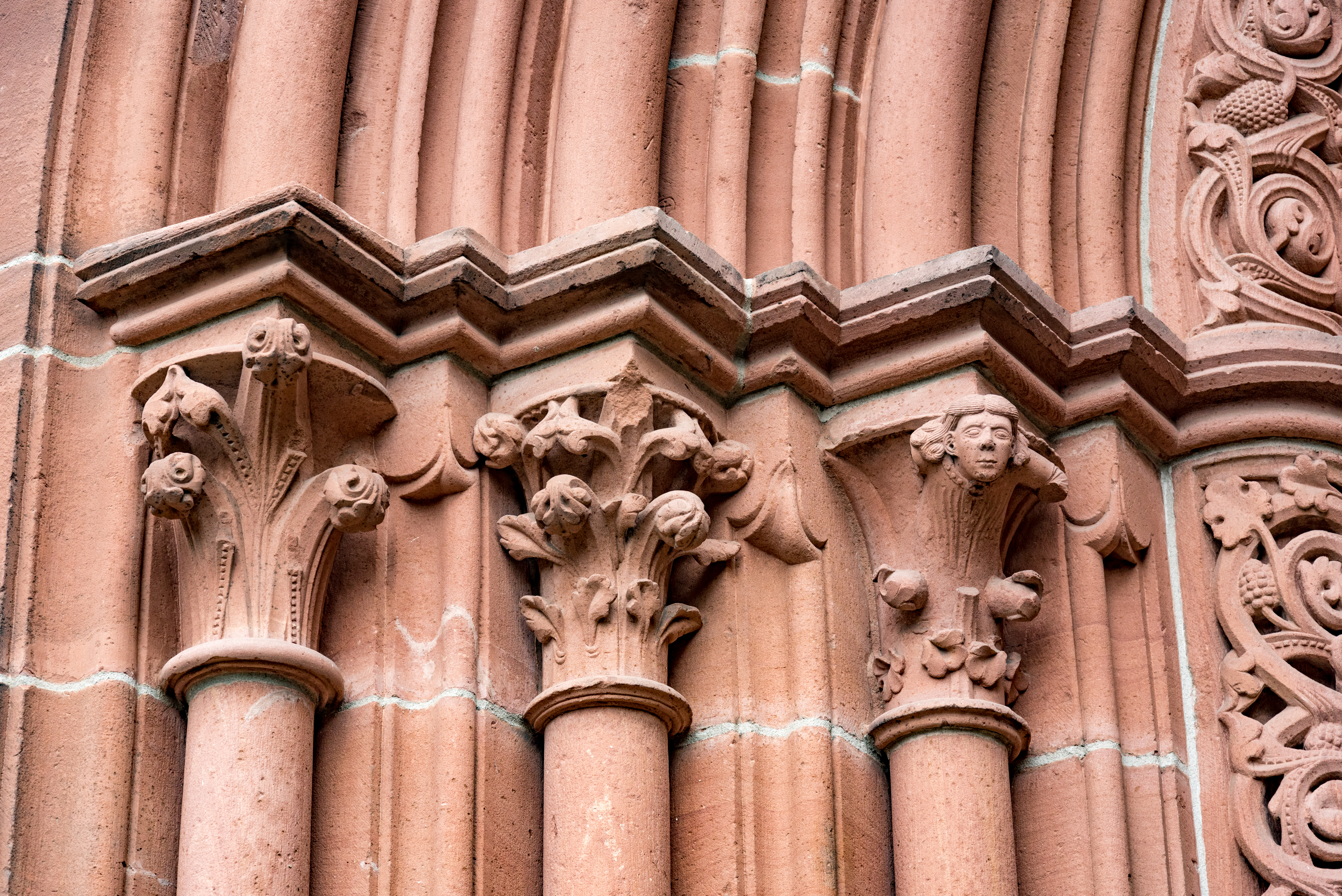
Capitais góticos em um portal de Igreja de Maria de Gelnhausen (Gelnhausen, Alemanha)
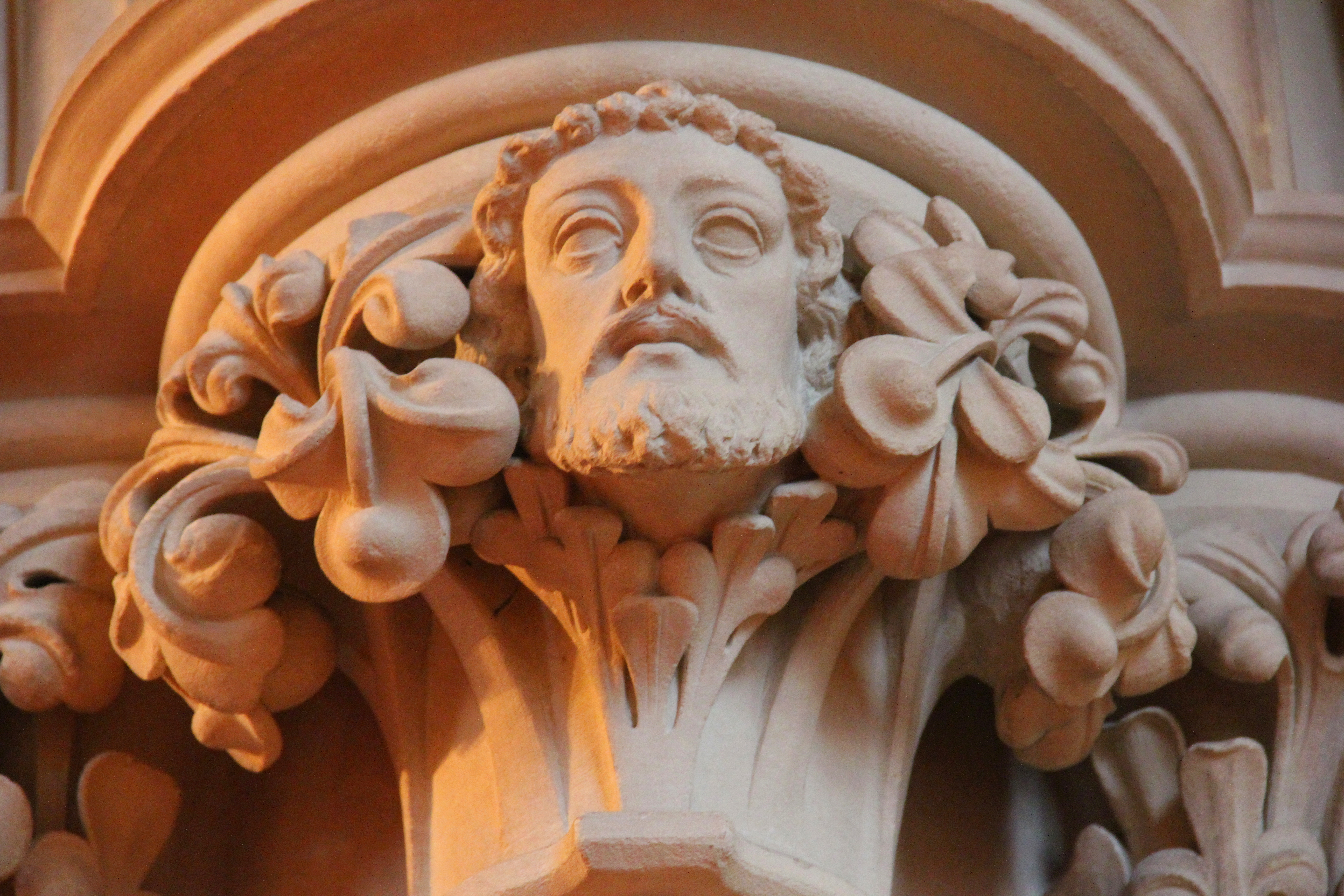
Capitel gótica na Catedral da Igreja de Cristo de Dublin (Irlanda)
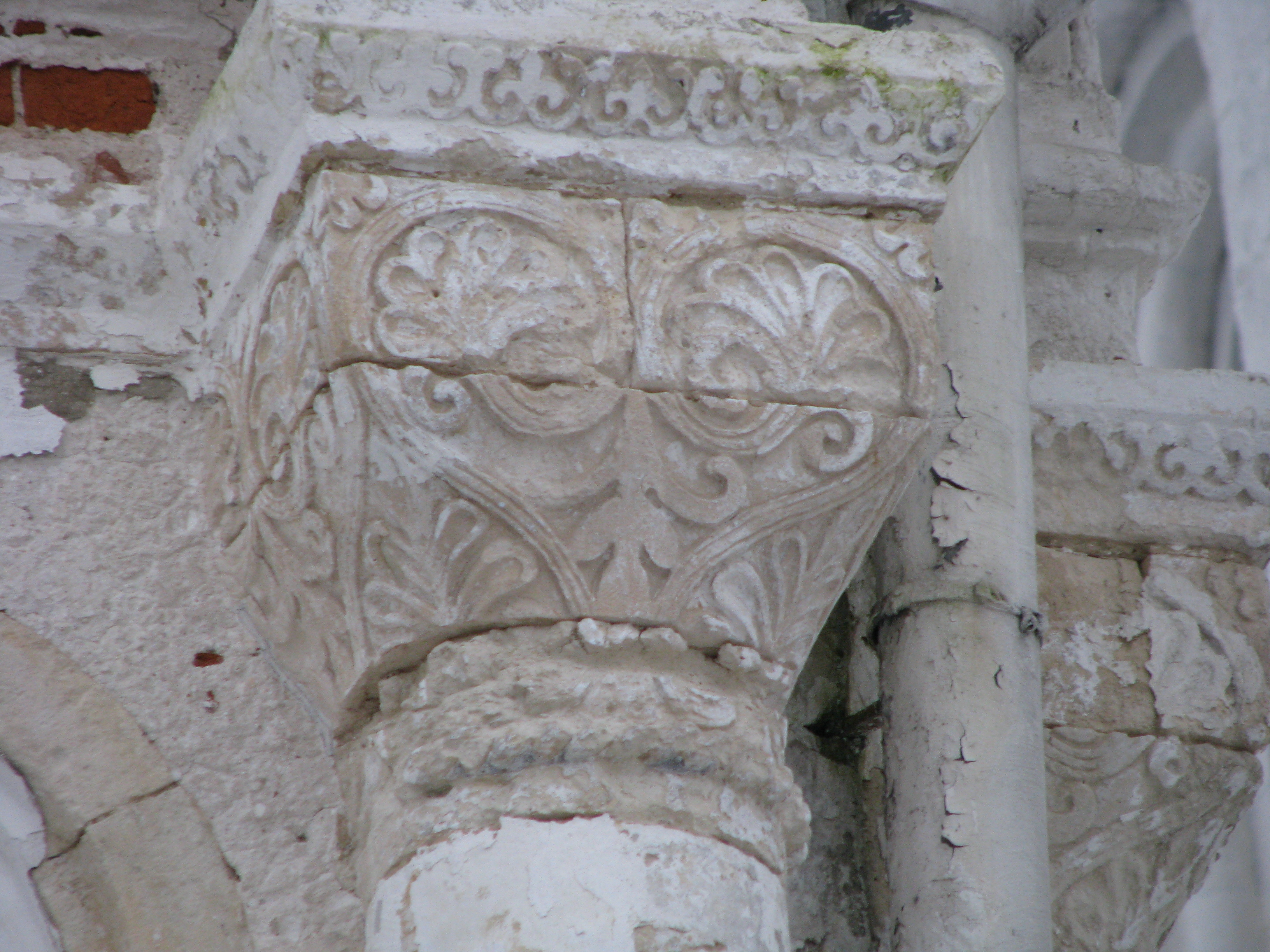
Capitel russa da Catedral da Dormição de Vladimir (Rússia)
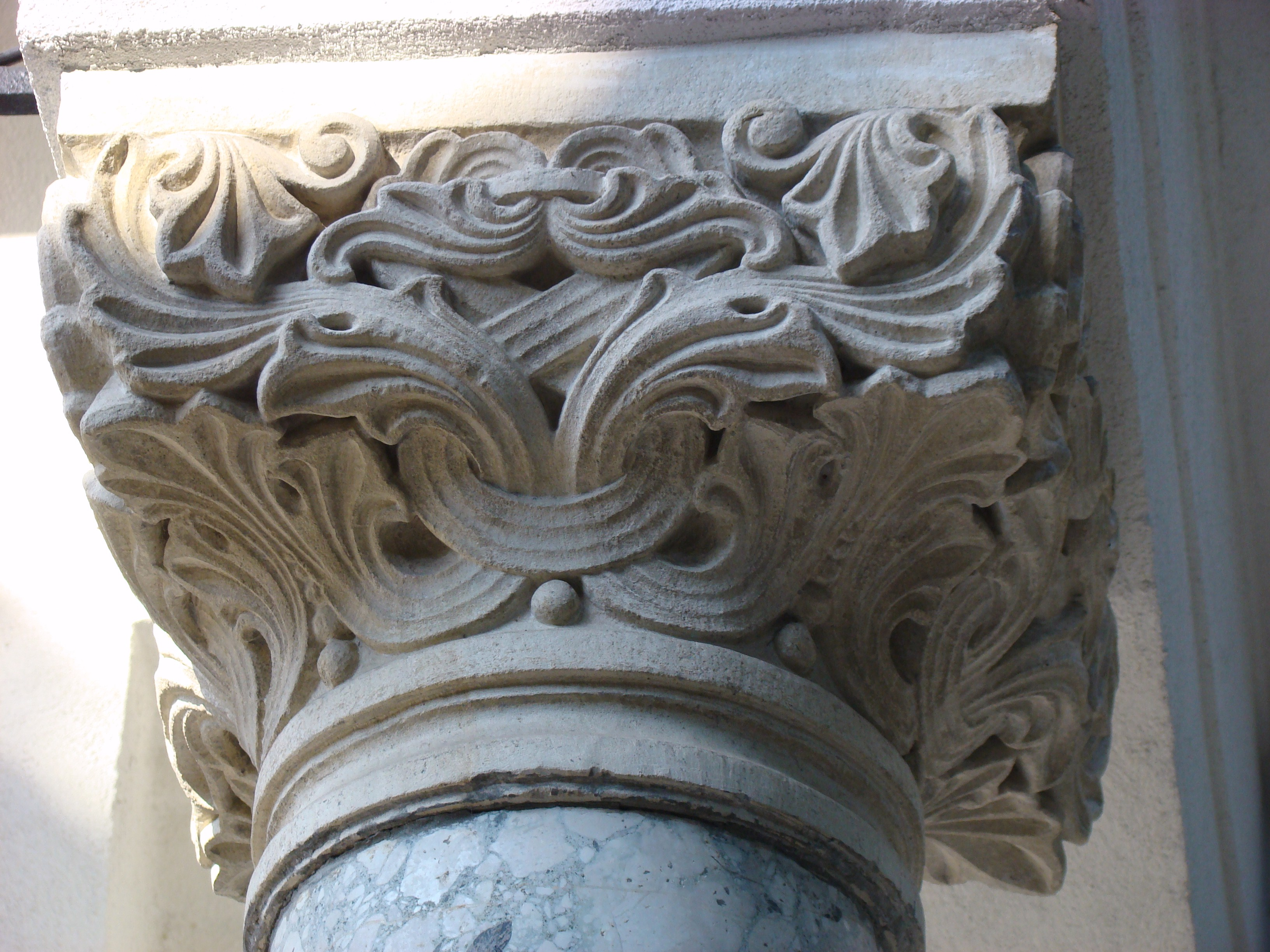
Brâncovenesc, capitel da Igreja de Mavrogueni (Bucareste, Romênia)

## Renascença e pós-Renascença

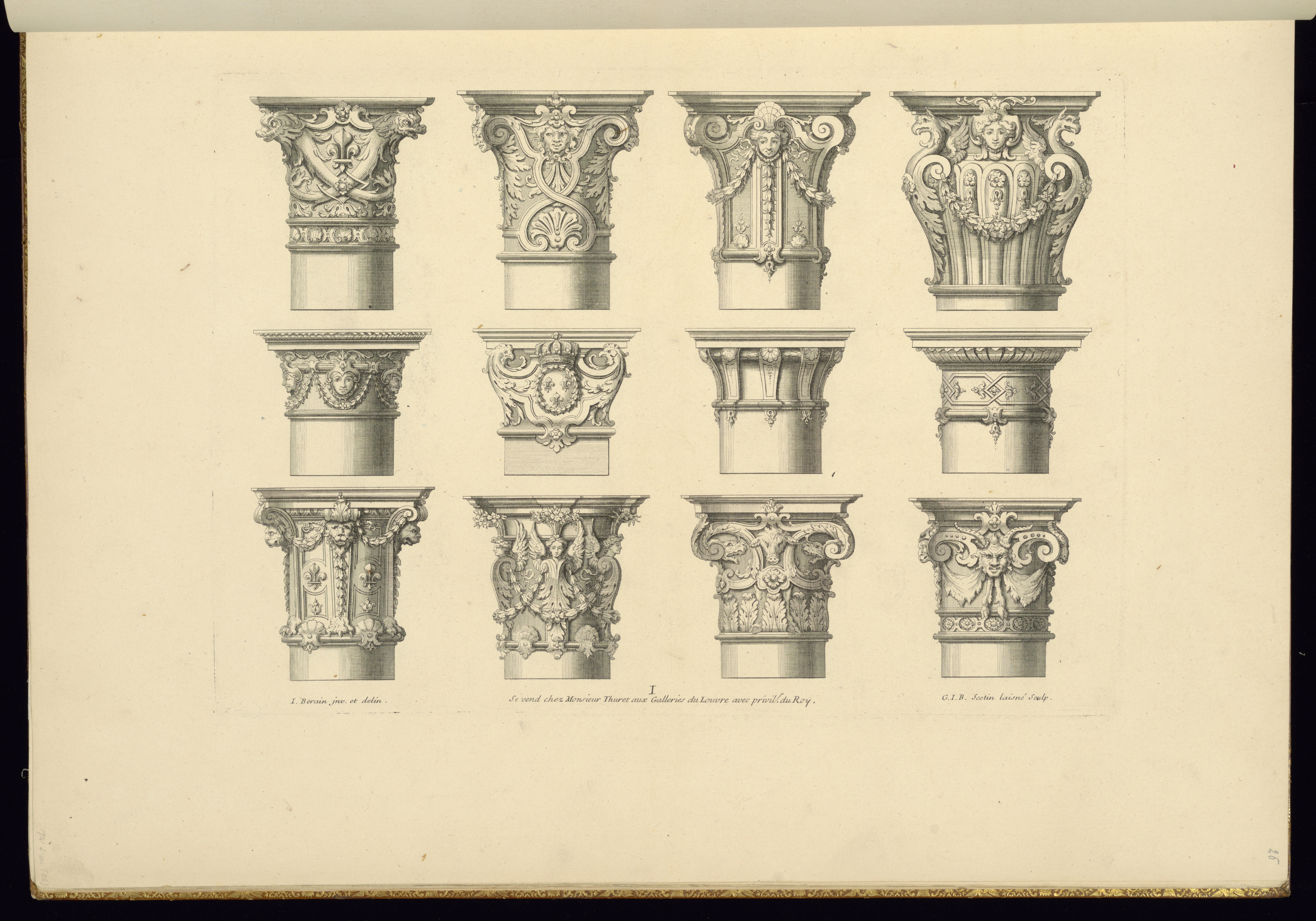
Ilustrações de capiteis barrocos da França, no Cooper Hewitt, Museu Smithsonian (Nova Iorque)

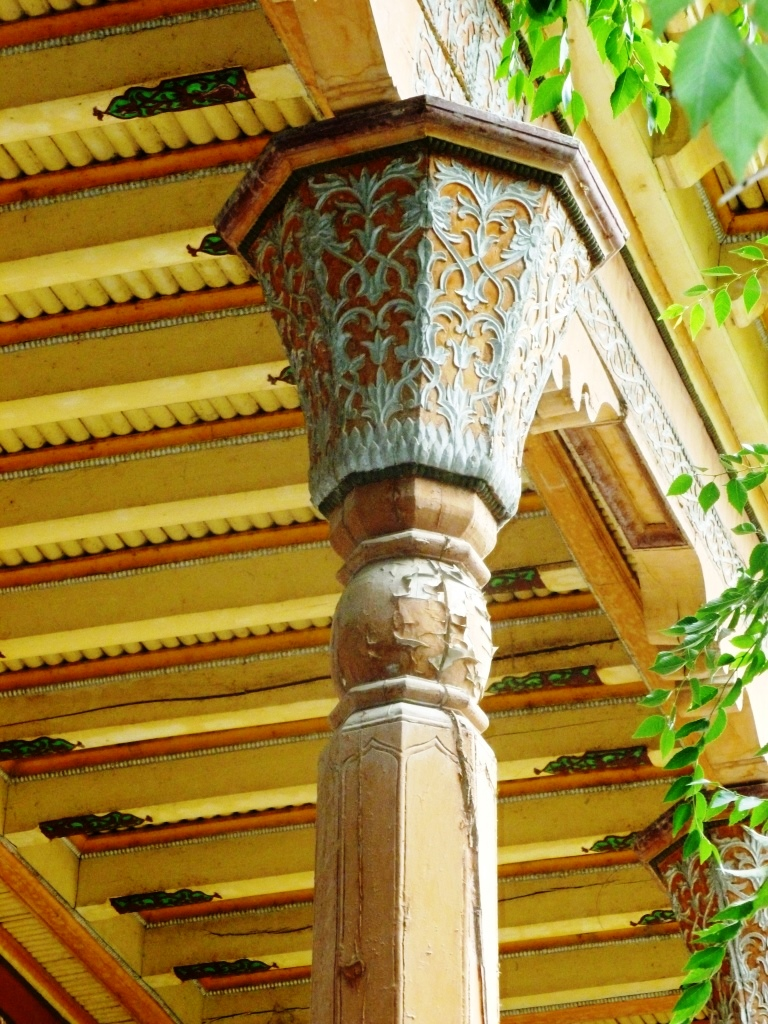
capitel da coluna. Mesquita de Jarcanda

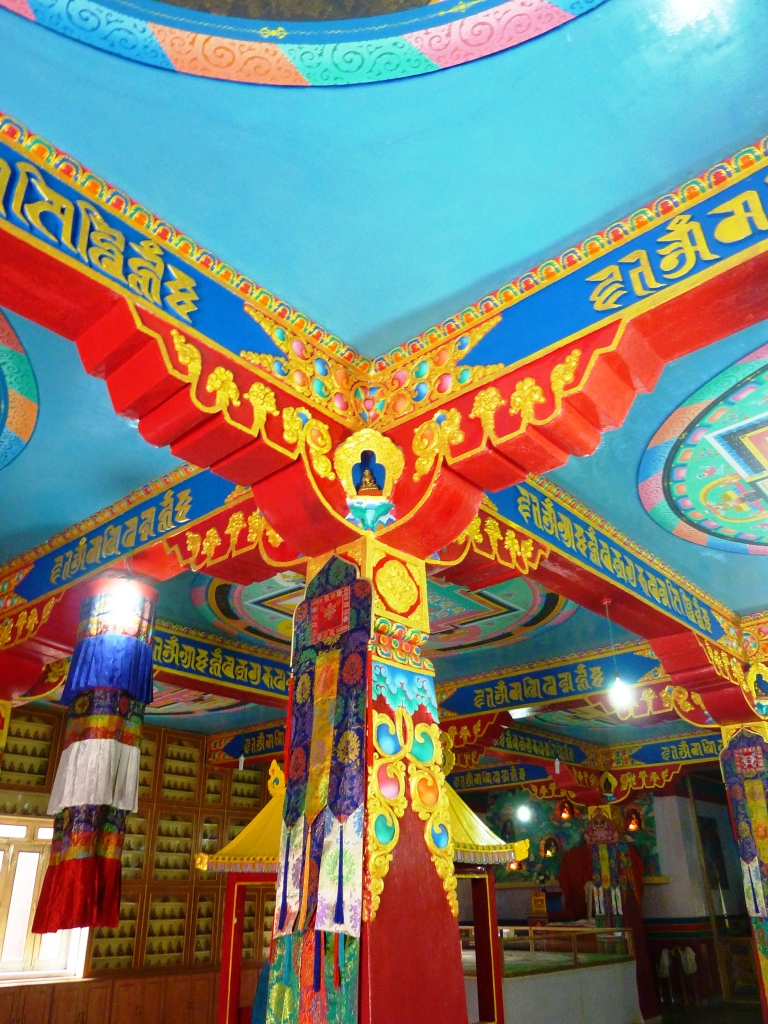
capitel pilar ricamente decorado no Mosteiro Urgyen Sanag Choling. Pin Valley

No período renascentista, a feição adquiriu grande importância e sua variedade quase tão grande quanto nos estilos românico e gótico. A pilastra plana, amplamente utilizada neste período, exigia uma rendição plana da capitel, executada em alto relevo. Isso afetou os desenhos das capiteis. Uma variante tradicional do capitel composto do século XV vira as volutas para dentro, acima do entalhe de folhas endurecidas. Em novas combinações renascentistas em desenhos de maiúsculas, a maior parte do ornamento pode ser rastreada até fontes romanas clássicas.
A 'Renascença' foi tanto uma reinterpretação quanto um renascimento das normas clássicas. Por exemplo, as volutas das antigas capiteis jônicas gregas e romanas estavam no mesmo plano da arquitrave acima delas. Isso criou uma transição estranha no canto - onde, por exemplo, o projetista do templo de Atena Nike na Acrópole em Atenas trouxe a voluta externa dos capitéis finais em um ângulo de 45 graus. Este problema foi resolvido de forma mais satisfatória pelo arquiteto do século XVI Sebastiano Serlio, que angulou para fora todas as volutas de seus capitéis jônicos. Desde então, o uso de capitéis jônicos antigos, em vez da versão de Serlio, emprestou um ar arcaico a todo o contexto, como no Revival grego.
Dentro dos limites do decoro, uma certa dose de jogo inventivo sempre foi aceitável na tradição clássica. Isso se tornou cada vez mais comum após o Renascimento. Quando Benjamin Latrobe redesenhou o Vestíbulo do Senado no Capitólio dos Estados Unidos em 1807, ele introduziu seis colunas que ele "americanizou" com espigas de milho (milho) substituindo as folhas de acanto europeus. Como Latrobe relatou a Thomas Jefferson em agosto de 1809.
Essas capiteis durante a sessão de verão me renderam mais aplausos dos membros do Congresso do que todas as obras de magnitude ou dificuldade que as cercam. Eles os batizaram de 'capiteis do sabugo de milho'.
Outro exemplo é a Ordem de Delhi inventada pelo arquiteto britânico Edwin Lutyens para o palácio central de Nova Déli, Casa do Vicerrei, agora residência presidencial Rashtrapati Bhavan, usando elementos da arquitetura indiana. Aqui, a capitel tinha uma faixa de cristas verticais, com sinos pendurados em cada canto em substituição às volutas. A Ordem de Delhi reaparece em alguns edifícios posteriores de Lutyens, incluindo Campion Hall, Oxford.

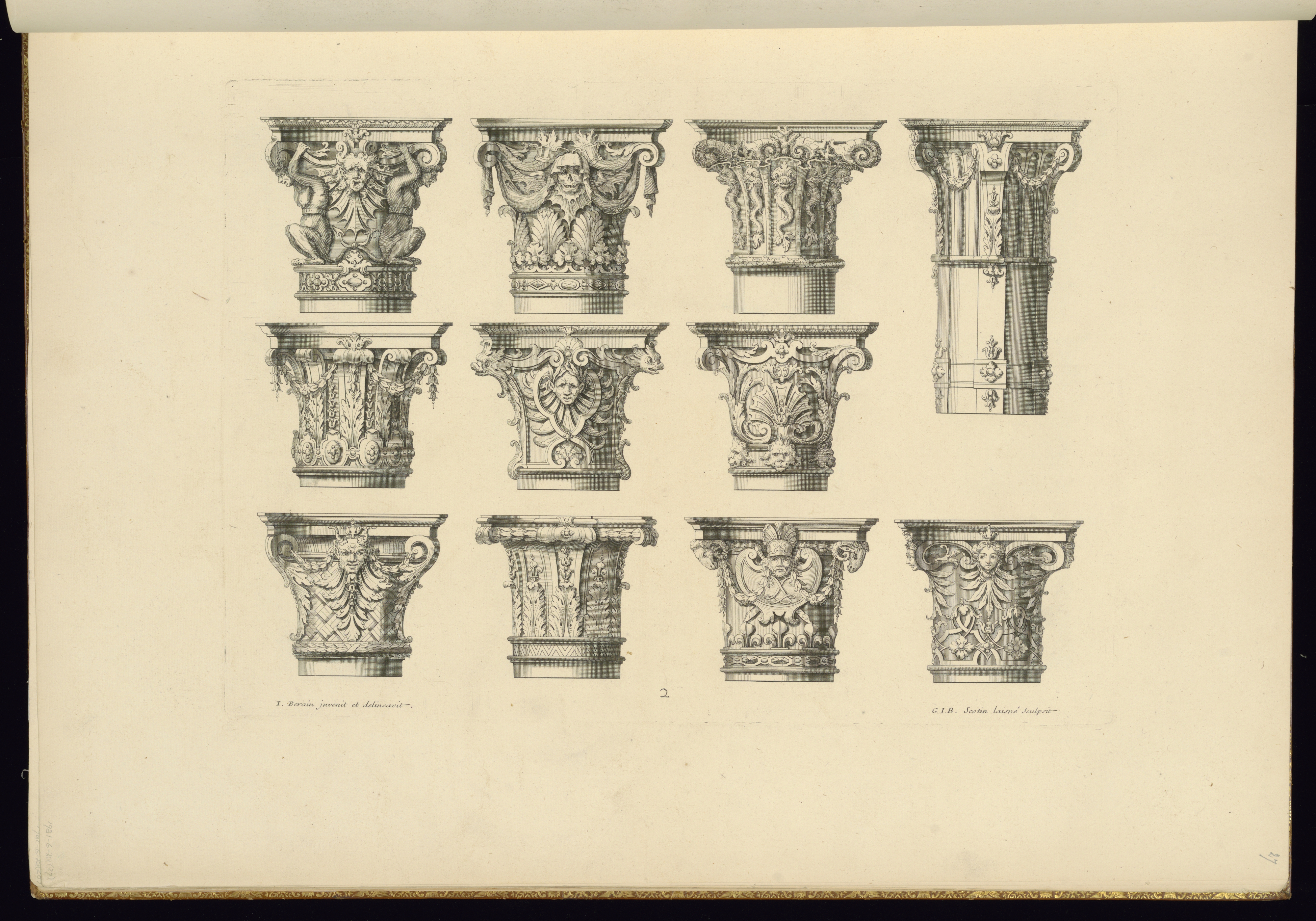
Ilustrações de capiteis barrocos da França, no Cooper Hewitt, Smithsonian Design Museum (Nova York)
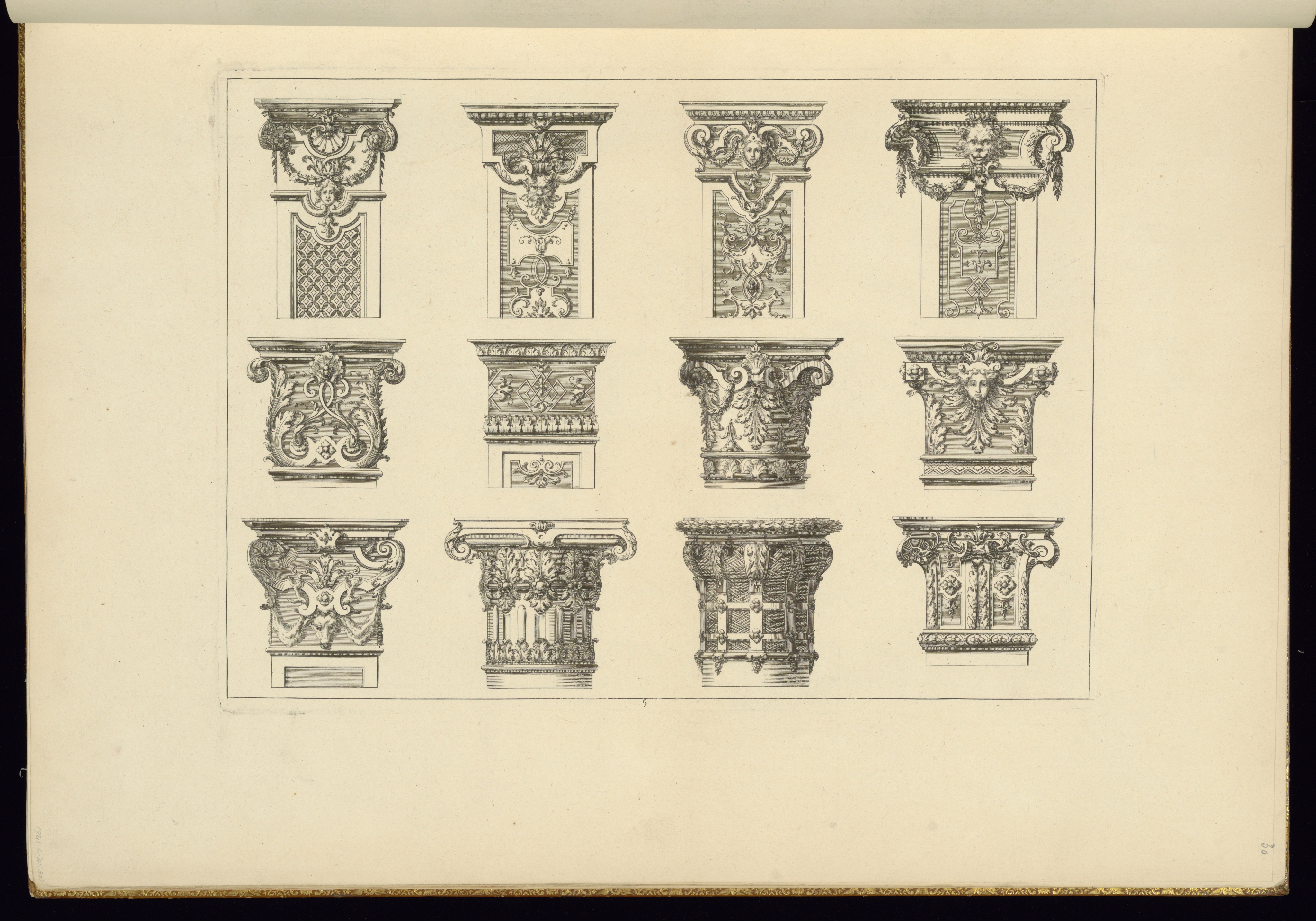
Ilustrações de capiteis de pilastras barrocas da França, no Cooper Hewitt, Smithsonian Design Museum
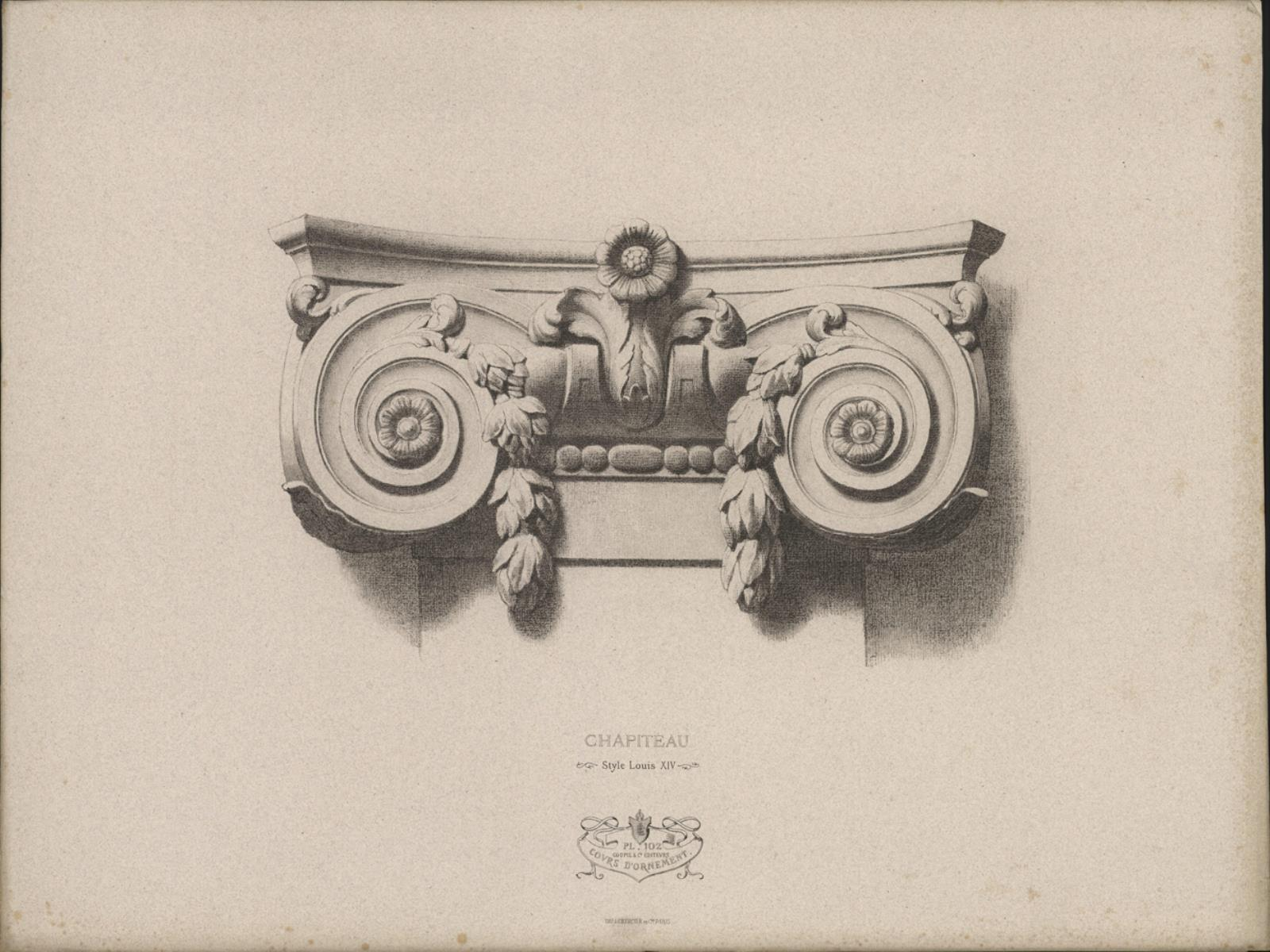
Gravura de um capitel jônico no estilo Luís XIV , com um par de ornamentos inspirados em festão em suas volutas
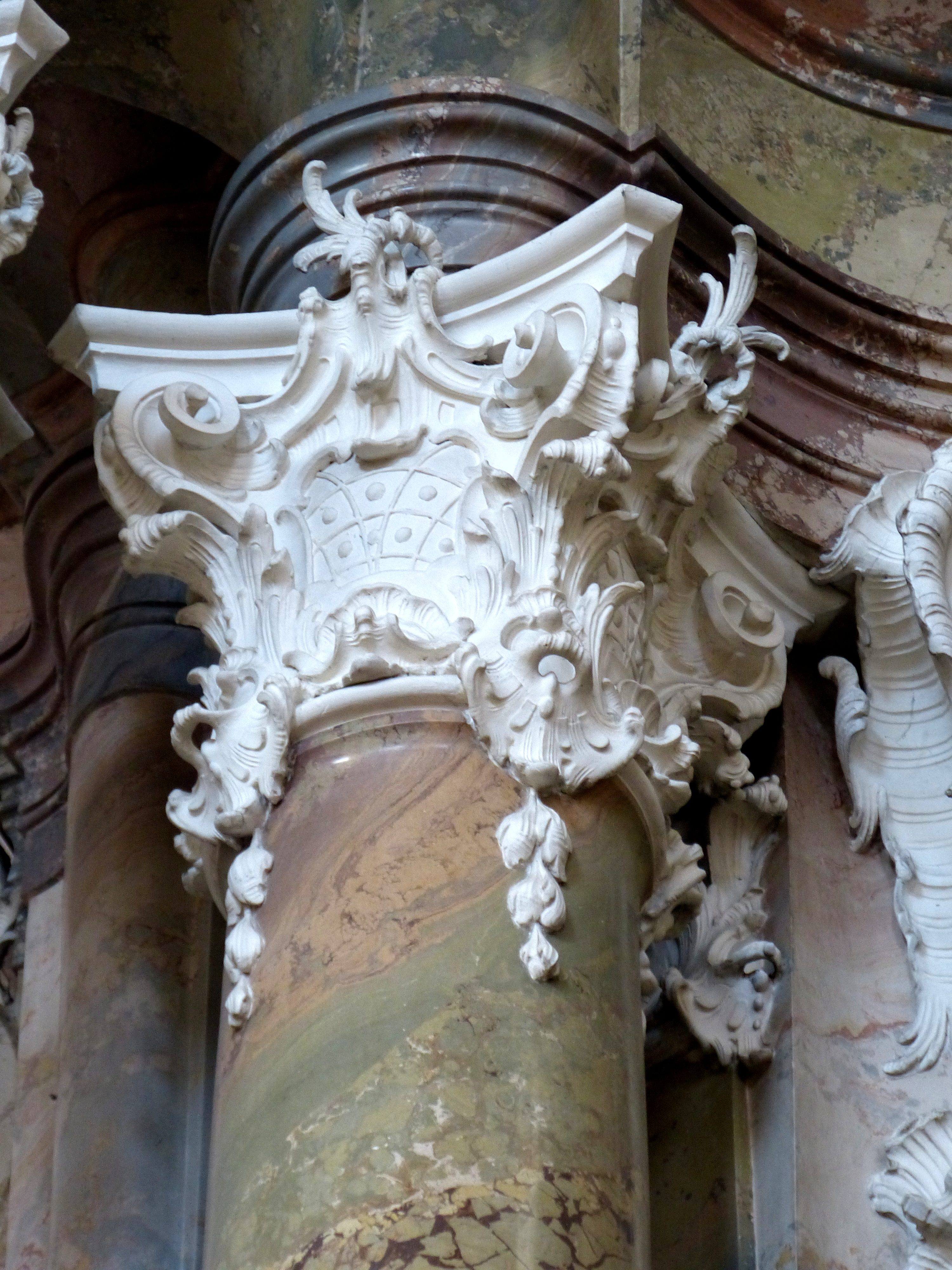
Rococó ou capitel Rocaille na Abadia de Engelszell, na Áustria
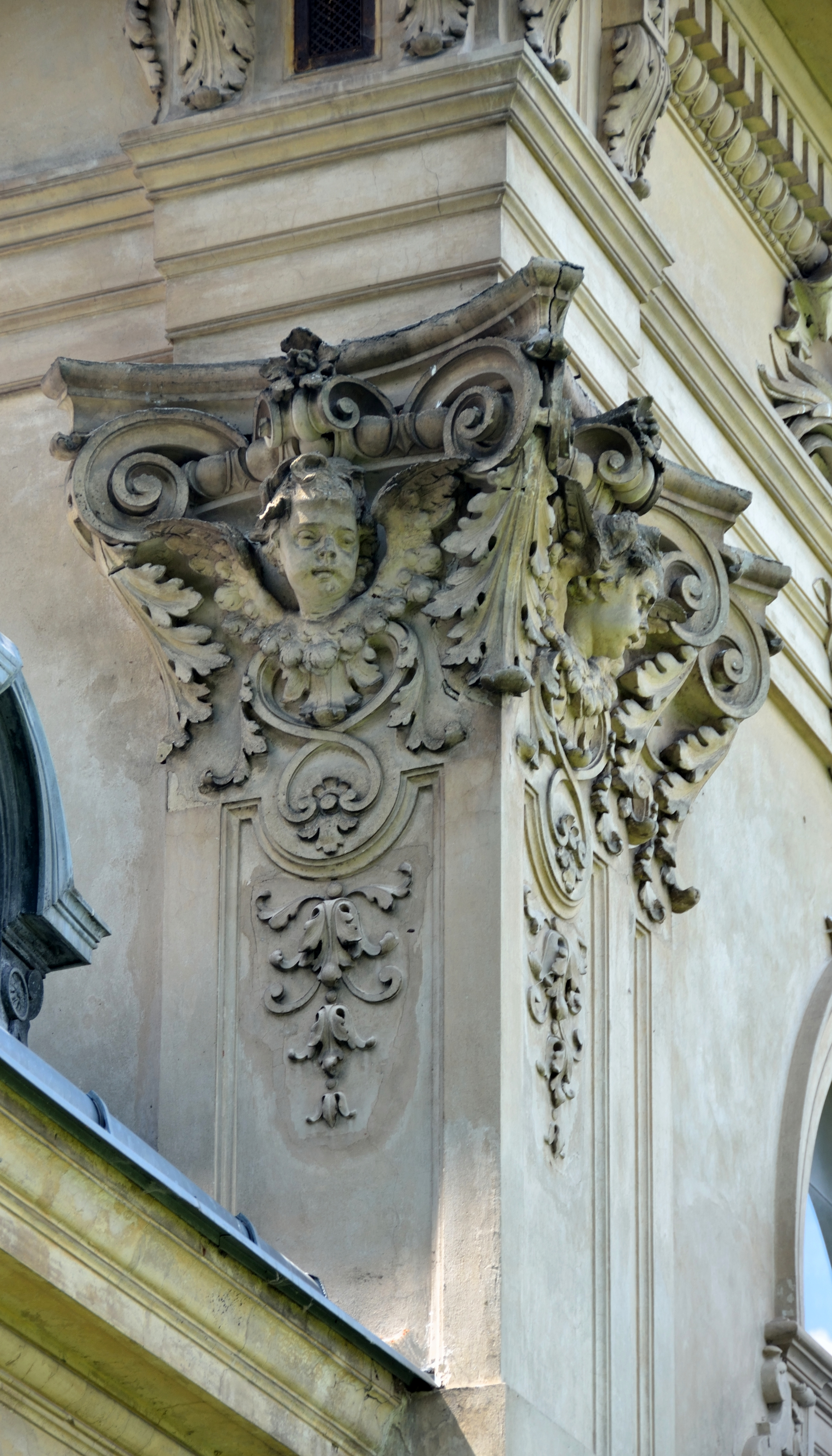
As capiteis de uma pilastra Rococó, no Mausoléu de Althan (Áustria)
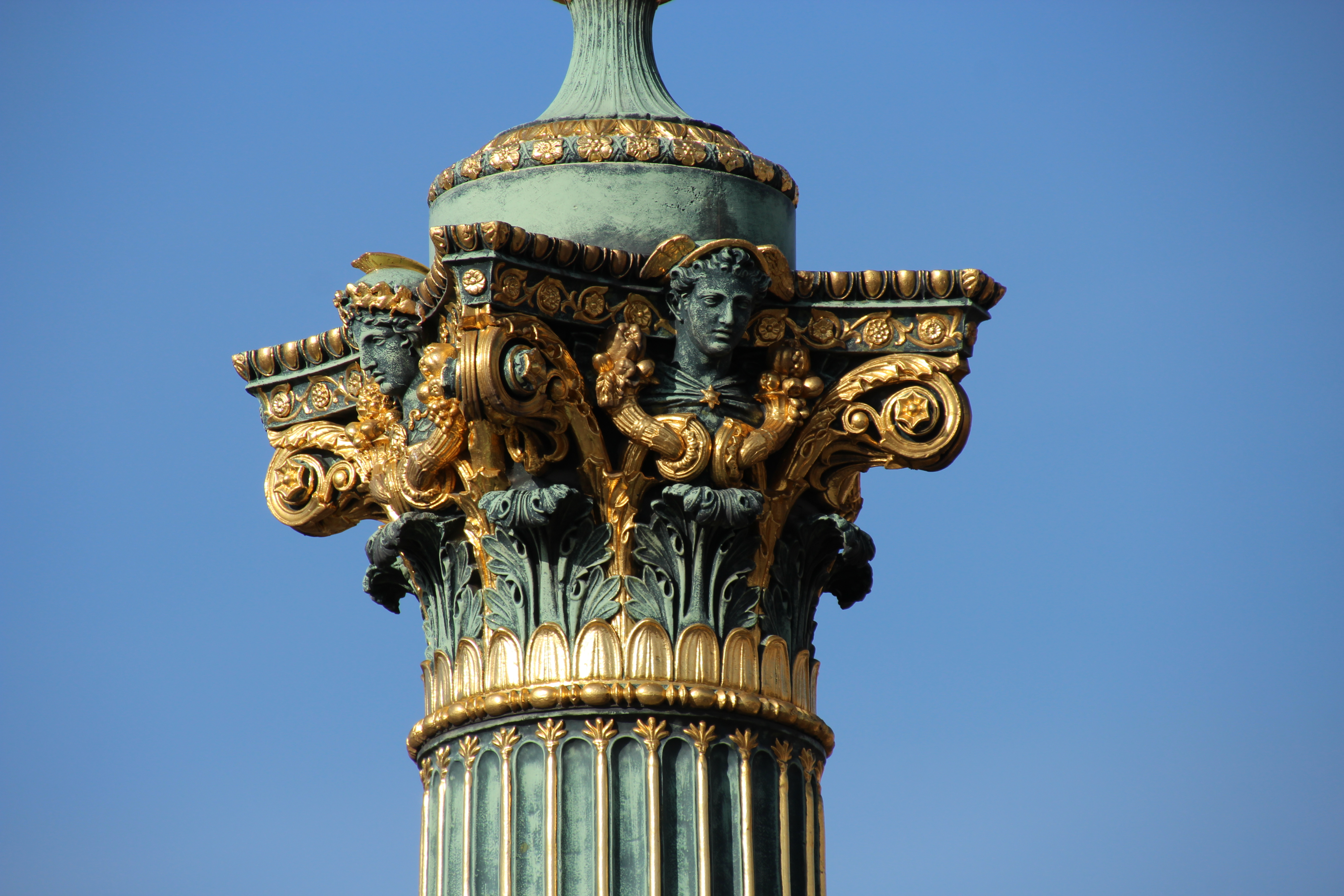
Capitel composta de Réverbère de la place de la Concorde, em Paris
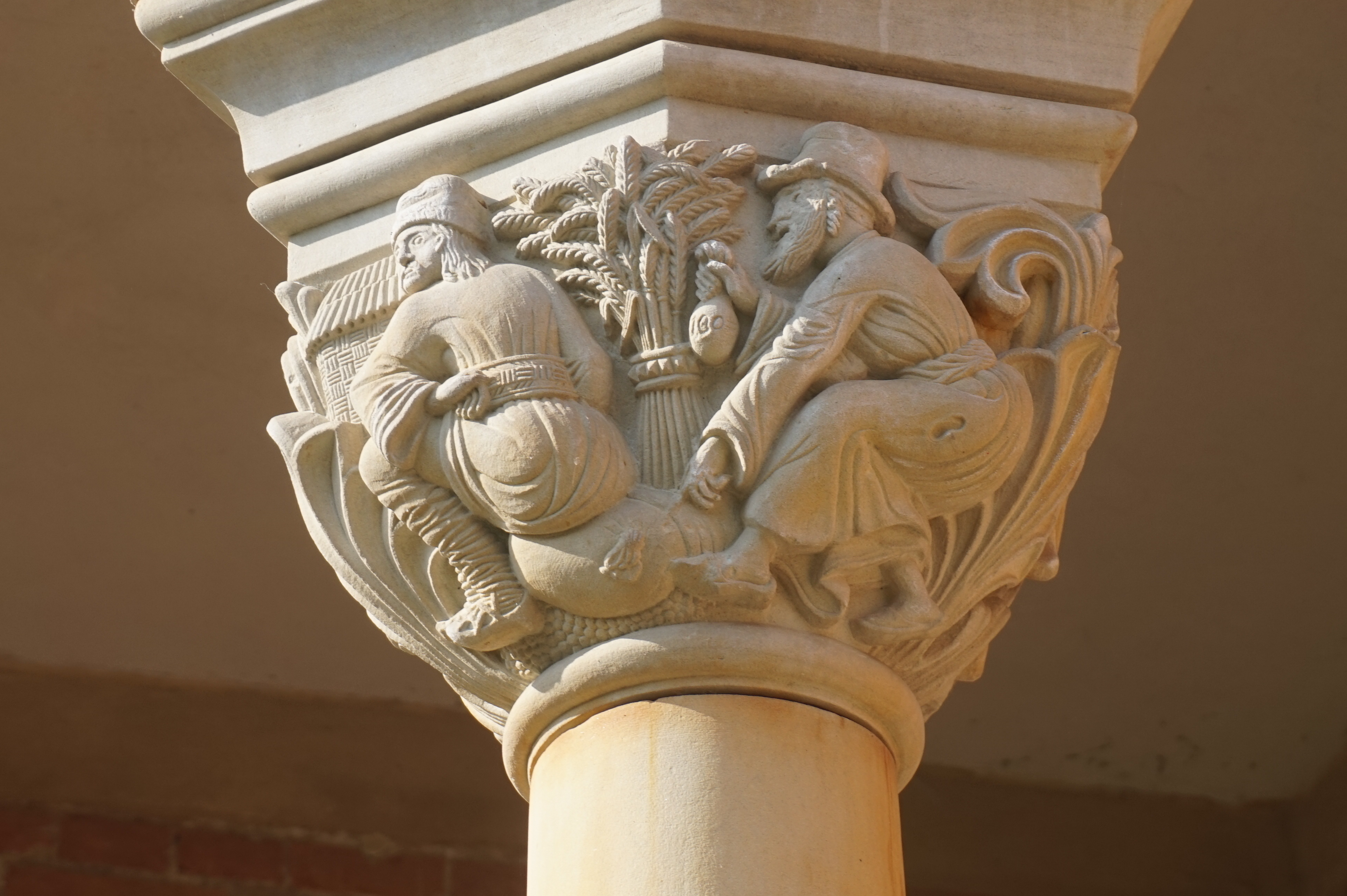
Capitel do renascimento românico do castelo Cantacuzino-Pașcanu-Valdemburgo de Lilieci (Romênia)
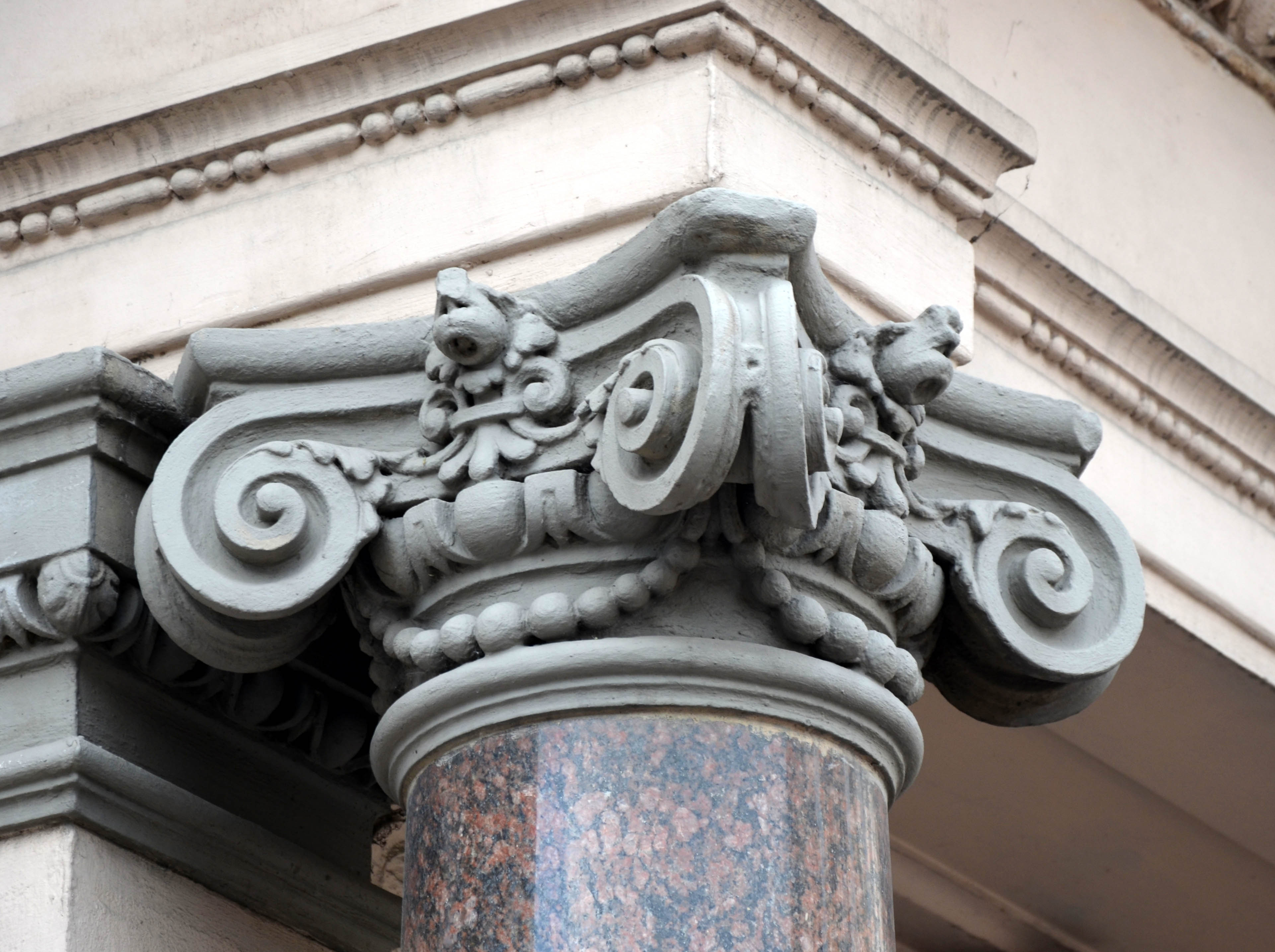
Capitel jônica de Lviv (Ucrânia)
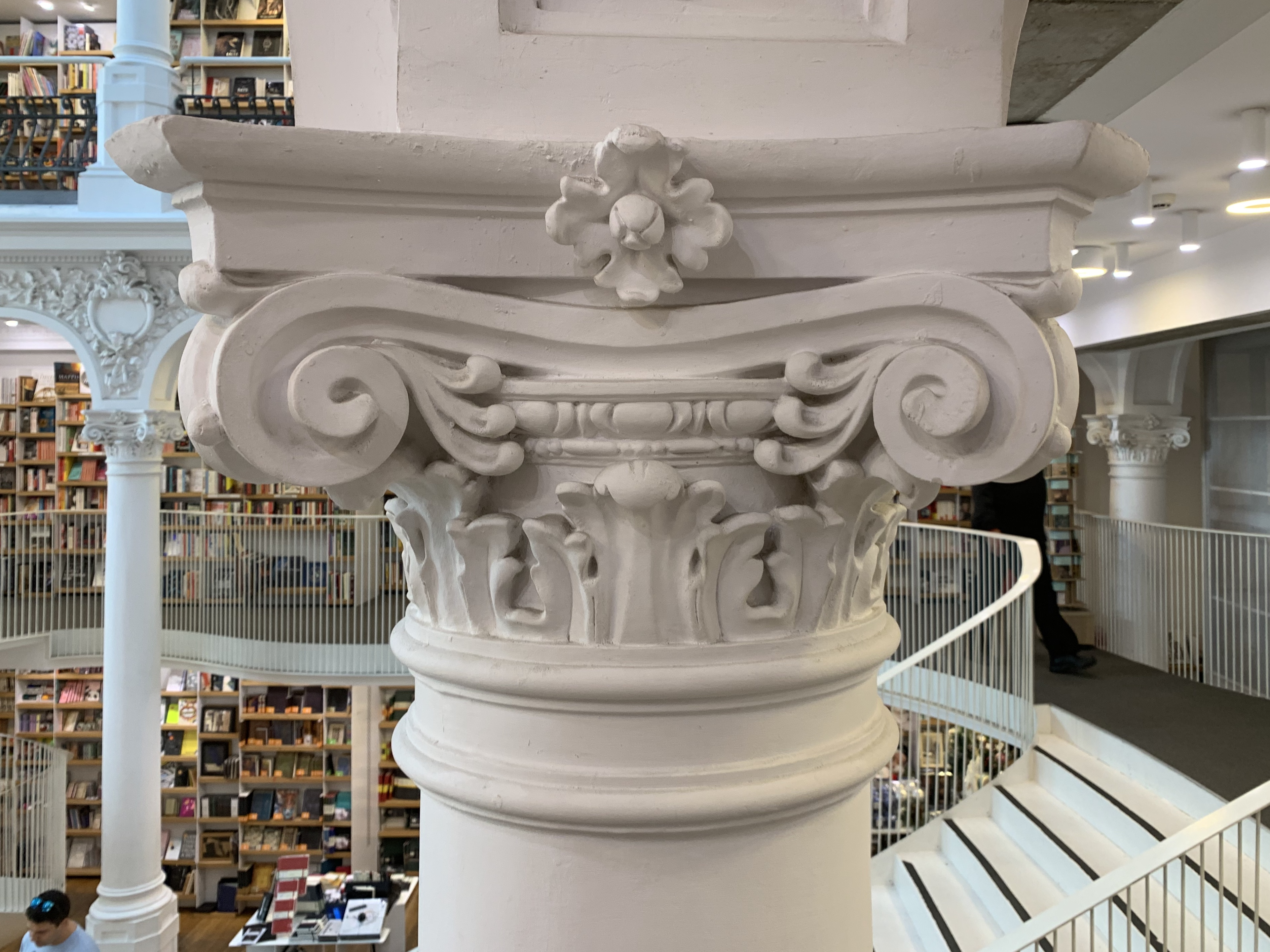
Capitel composto de Cărturești Carusel (Bucareste, Romênia)
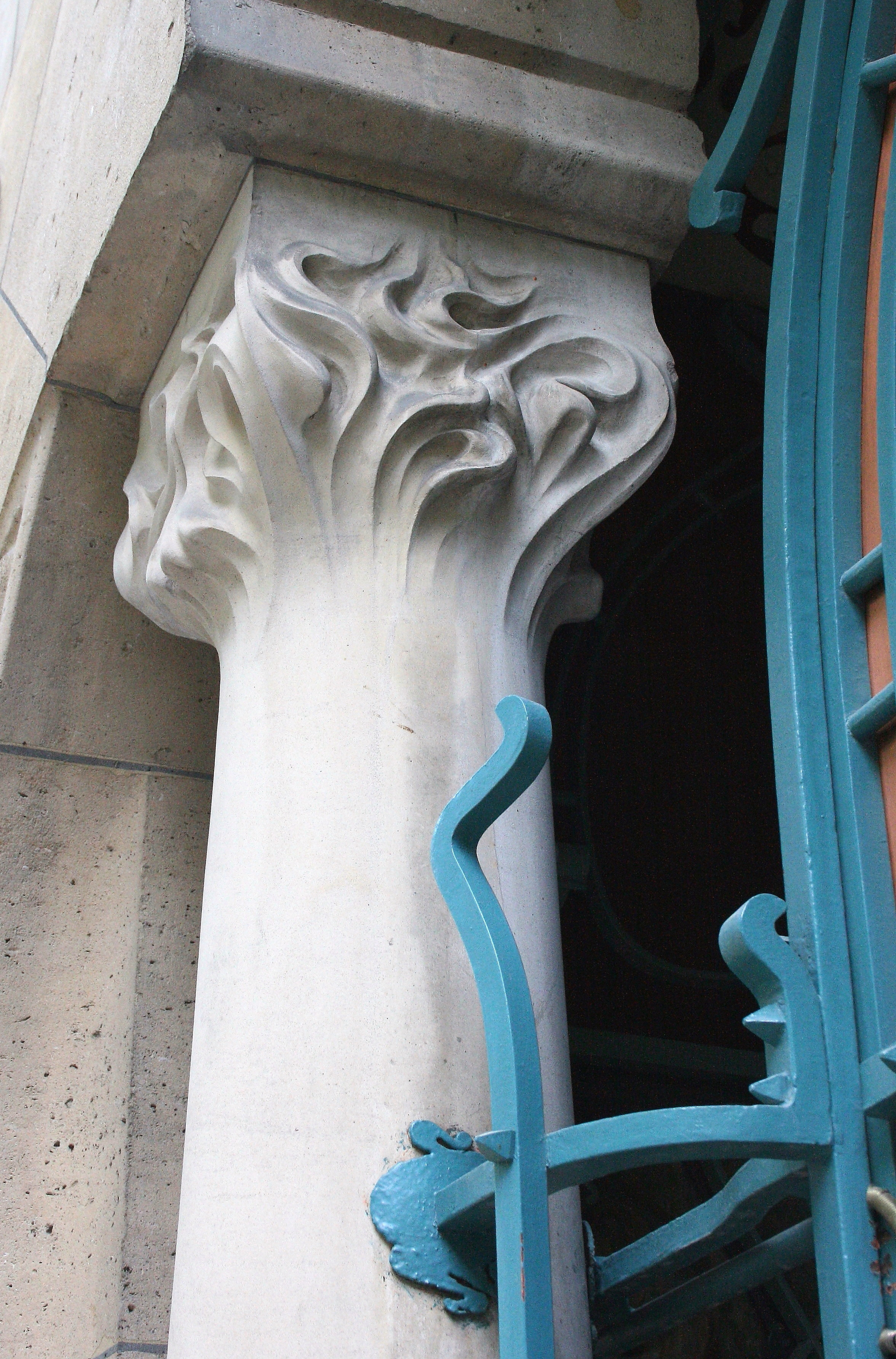
Capitel Art Nouveau de uma coluna do portão de Castel Béranger de Paris